# 波士頓紅襪
波士顿红袜（英語：Boston Red Sox），是一支位於波士頓的职业棒球队，隶属于美国职棒大联盟的美国联盟东区。球隊主场為芬威球场。該隊曾九次贏得世界大賽冠軍，與其他球隊並列為美國職棒大聯盟歷史上第三多的記錄。紅襪隊一共參與了十三次世界大賽，最後一次參加並獲勝是在2018年。此外，紅襪隊曾在1904年獲得過美國聯盟冠軍，但是由於當年紐約巨人隊拒絕參賽，最終沒能繼續衛冕世界大賽冠軍。
在美國職棒大聯盟組建初期，紅襪隊屬於其中的優勢隊伍。1903年，紅襪隊擊敗了匹茲堡海盜隊贏得了1903年第一屆世界大賽的冠軍，並在1918年前又贏得了四次冠軍。但隨之而來的是長達86年的冠軍荒。
红袜队是全联盟客场平均观众人数最多的球队之一，而因为芬威球场观众人数的限制，使得他们总上座率无法在联盟名列前茅。但紅襪擁有大聯盟最多滿場紀錄，自2003年5月15日至2013年4月10日長達794場滿座，包含季後賽則是820場。

## 暱稱
红袜这个名字是1907年球季结束後当时球队的擁有者约翰·I·泰勒所取，象征着红色的球裤。事实上，這個名字是由媒體先開始使用的，因為当时的报纸為了避免標題過長而常用Sox来取代长袜（Stocking）。
球队的名字来源于辛辛那提紅长袜队（Cincinnati Red Stockings），这支球队1867年－1870年间是国家棒球员协会（National Association of Base Ball Players）的成员。辛辛那提的制服由白吊襪和红长袜组成，由哈利·萊特执教。这支球队于1870年赛季之后解散，萊特被邀请到波士顿组建一支球队，于是他带着三名队友以及“紅长袜”的队名到了波士顿。波士顿红长袜队在第一个职业联盟——国家协会的5个赛季里夺得了4次冠军。
1876年，波士顿和一支新的辛辛那提球队成为新成立的国家联盟的创始球隊。可能是为了尊重原辛辛那提隊，后人均把“红长袜（Red Stockings）”这个昵称留给了辛辛那提这座城市而不再使用，而现在一般把在波士顿的球队称为“红帽（Red Caps）”。1912年之前，波士顿还用过了其它的一些昵称，在1912年波士顿正式采用“勇士”（Braves）作为球队的昵称；这支球队现在在亚特兰大。
1901年美国联盟诞生，并且在波士顿建立了一支球队。在一开始的7个赛季里，这支穿着深蓝色长袜的美联球队並没有正式的昵称，只是简单地被称做“波士顿队”、“波士顿人队”、“美国人队”或“波士顿美国人队”。他们在1901年到1907年的比賽中所穿的球衣上，无论是主场还是客场都還是只有简单的“Boston”这6个字母，不过1902赛季有点例外，球衣上印了两个大写字母“B”和“A”，分别代表波士顿队（Boston）和“美國人隊”(American)。而当时报纸的編輯常常用其它昵称來稱呼球隊，包括了“Somersets”（當時球队的擁有者叫查尔斯·萨默斯）、“普利茅斯摇滚”、“食豆者”、“Collinsites”（當時球队的總教练叫吉米·科林斯）和“朝圣者”。

1908年红袜的標幟出现在制服上，这是球队历史上第一个正式的昵称

关于“朝圣者”这个名字是否出现过存在争议。在之前很长一段时间，许多资料把“朝圣者”列为球队早期的官方昵称，但研究者比尔·诺林的研究表明这个名字极少使用，甚至没有用过。而这个名字曾出现在1907年主场揭幕战唱的一首名为“主场的朝圣者”的诗中。当时球队老板约翰·泰勒曾在1907年12月时说朝圣者这个名字“听起来太像无家可归的流浪者”。
而那支国家联盟的球队，虽然很少被称为“红长袜”了，但是他们仍然穿着红色的服饰。1907年，国联的球队采用了全白的制服，而美联的球队看到了机会。在1907年12月18日，泰勒宣布，俱乐部采用红色作为球队的新颜色。1908赛季，球队制服的正面添加了一个大的红长袜标志。国家联盟的球队也在1908年改回了红色制服，但美联的球队仍然保留了红色，并宣布球队的官方昵称为“红袜”（Red Sox）。
球队的名字常常缩写为“Bosox”或者“BoSox”，是“Boston”和“Sox”的结合（就像“ChiSox”一样）。体育作家还会把球队称为Crimson Hose和the Olde Towne Team。尽管如此，绝大多数球迷简称球队為“Sox”。
| 1901年 | 波士頓美國人隊 | Boston AMERICANS |
| 1902年 | 波士頓觔斗人隊 | Boston SOMERSETS |
| 1903年 | 波士頓朝聖者隊 | Boston PILGRIMS  |
| 1907年 | 波士頓紅襪隊   | Boston RED SOX   |

## 歷史

### 1901年－1919年
1901年，由班·约翰逊（Ban Johnson）领导的西方联盟声称和当时唯一的大联盟国家联盟同等级。之后他将联盟的名字改为了美国联盟，在该联盟领先的球队有个非官方的昵称叫做“美国人”。这个昵称常常属于这支波士顿新成立的球队，因为1908年之前这支球队都没有官方的昵称。这个新兴起联盟的球队位于马里兰州的巴尔的摩和布法罗。班·约翰逊希望有支球队能和国家联盟的球队在波士顿进行比赛，于是他将布法罗的球队挪到了波士顿，主场则定在了汉亭顿大道球场。这支波士顿的球队在联赛的头两年获得了第二和第三的成绩，在第三年也就是1903年终于拿下了联盟的冠军，之后的一年他们卫冕成功。这隻球队中的明星球员包括了三垒手吉米·科林斯，外野手齐科·斯塔尔，巴克·弗里曼和帕齐·多尔蒂，还包括了著名的投手赛·扬，他在1901赛季拿下了三冠王——胜投33场（占全队参赛79场的41.8%），防御率1.62，三振158次。
1903年，波士顿参加了第一次现代世界大赛，对手是以6场半的优势获得了国家联盟冠军的匹兹堡海盗。靠着红袜球迷会创作圣歌“Tessie”的支持以及强大的投手战力，波士顿克服了困难，在9场5胜的系列赛中以5比3战胜了对手，拿下了第一个世界大赛冠军。
1904年，波士顿的实力依然强大，但他们受到了纽约高地人队（纽约洋基的前身）的强力挑战，直到赛季的最后一场才决出冠军。两队的竞争从赛季一开始就展开，赛季中两队还进行了很有争议的交易，波士顿用帕齐·多尔蒂（Patsy Dougherty）换来了高地人队的鲍勃·翁格劳布（Bob Unglaub）。高潮出现在赛季的最后阶段，两队在高地人队的主场——希尔托普公园球场进行了戏剧性的双重赛。为了赢得冠军，高地人需要赢下全部两场比赛。高地人队派出了41胜的投手杰克·切斯伯（Jack Chesbro），当九局上半波士顿进攻三垒有人时，切斯布罗的指叉球出现了爆投，娄·克里格（Lou Criger）回到本垒得到超前分，美国人队因此获得了比赛的胜利，这也是棒球史上最有名的爆投之一。

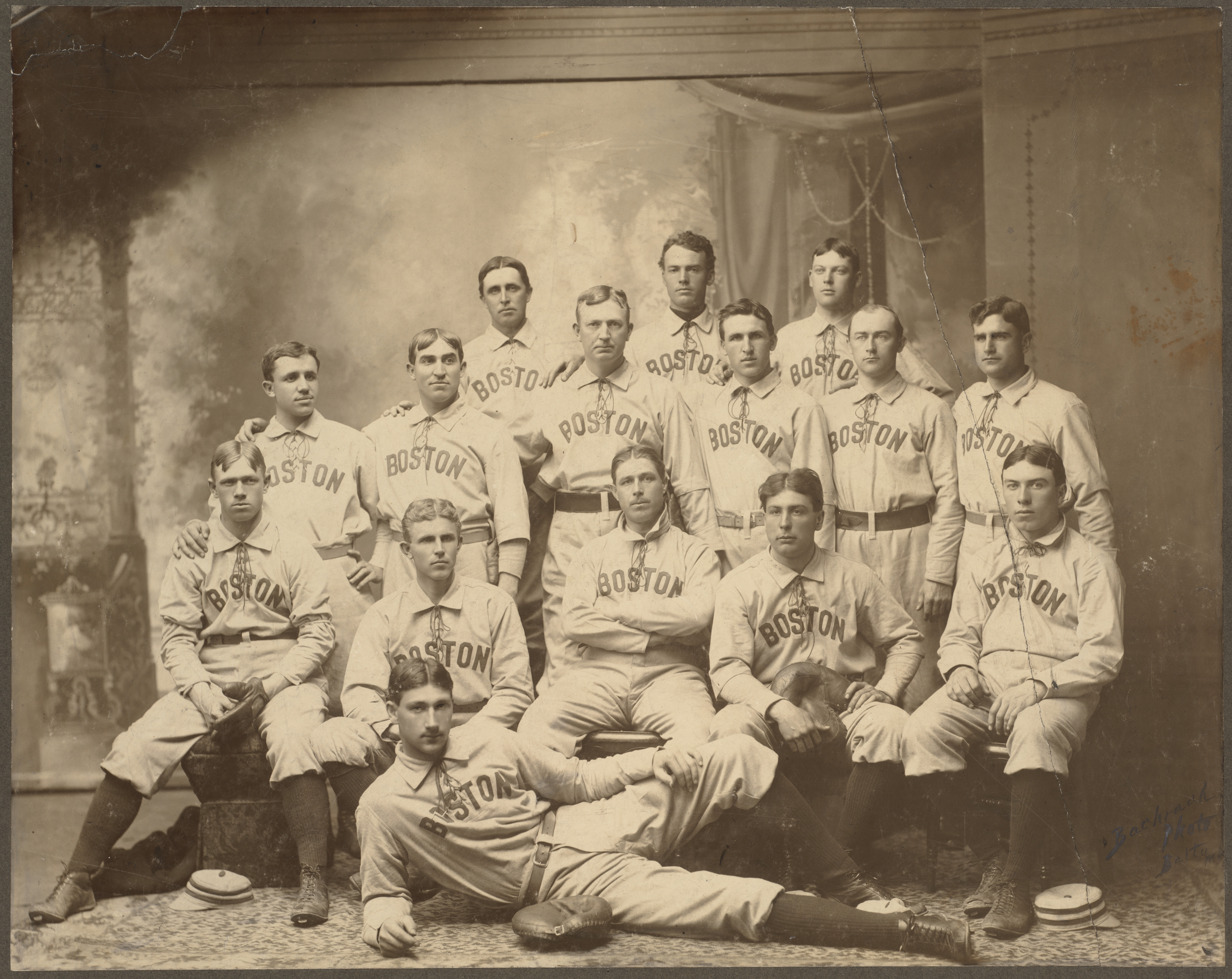
1901年，時名為波士頓美國人隊的球員合影。

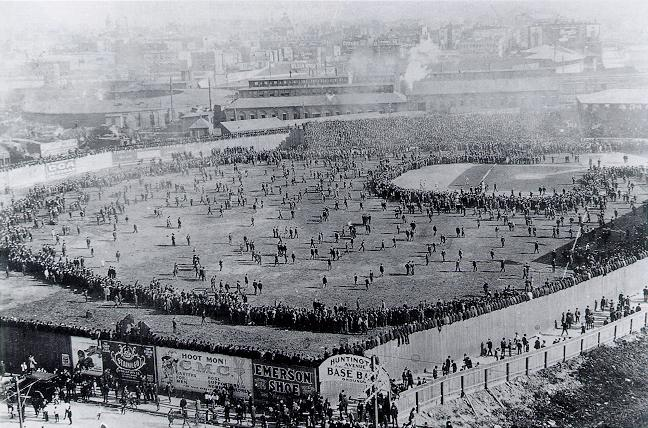
第一次现代世界系列赛之前汉亭顿大道球场的情形

不幸的是，国联冠军纽约巨人队拒绝参加季后赛，因为他们不希望给同城对手增加信心（他们预期高地人队会获得美联冠军）。在这之后两联盟迅速做出决定：1905年起世界大赛将永久举行。

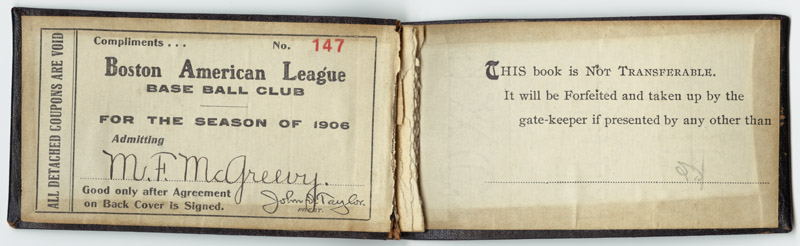
1906年波士顿美国人队年票

不过波士顿马上就跌入了低谷，1906赛季他们甚至输了100场比赛。之后一些明星球员的加入以及将昵称改为“红袜（Red Sox）”帮助球队迅速走出了低谷。
到了1909年，中外野手特里斯·史畢克已成了波士顿外野的看板球星，帮助球队成绩提升至第三名。直到1912年，红袜才以102胜的成绩重新夺回联盟冠军的头衔，这一年69.1%的胜率也是球队的纪录。靠着三个外野手——特里斯·史畢克，哈里·胡珀（Harry Hooper）和达菲·刘易斯（Duffy Lewis）——以及明星投手史莫奇·乔·伍德（Smoky Joe Wood）的出色发挥，球队在经典的1912年世界大赛中以4胜3负1和的成绩击败纽约巨人队。1913年至1916年期间，球队的老板是约瑟夫·兰宁（Joseph Lannin），他签下了史上最有名球星之一的贝比·鲁斯。1915年的101场胜利再度帮助球队进入到了当年的世界大赛，并且最终以4比1击败了费城费城人。赛季结束之后特里斯·史比克被交易到了克里夫兰印地安人。之后的1916赛季红袜再次获得世界冠军，这次击败的是布鲁克林罗宾队。1918年，贝比·鲁斯带领球队击败芝加哥小熊，再拿世界冠军。

#### 出售贝比·鲁斯
1916年，Harry Frazee以50万美圆左右的价格从Joseph Lannin手中买下了红袜队。在贝比·鲁斯的交易之前，哈里·弗雷齐就和洋基做了几笔引人关注的交易。
1918年12月18日，老板将明星外野手Duffy Lewis，投手Dutch Leonard(1914年防御率仅为0.96，是当代棒球的纪录）和投手厄尼·肖尔（Ernie Shore）打包送到了洋基，换来了投手雷·考德威尔（Ray Caldwell），斯利姆·拉夫（Slim Love），罗克西·沃尔特斯（Roxy Walters），弗兰克·吉尔胡利（Frank Gilhooley）和1万5千美圆。这三名球员都曾经是红袜倍受关注的球星——刘易斯是1910年世界冠军队中的关键球员，肖尔最有名的是和贝比·鲁斯合力完成了一场完全比赛，伦纳德则是在4年前创造了当代棒球史上防御率的新纪录——这个交易被认为是波士顿队史上最糟糕的交易之一。之后1919年7月13日，下勾投手Carl Mays也被送到了洋基，换来了鲍勃·麦格劳（Bob McGraw），艾伦·拉塞尔（Allan Russell）和4万美金。梅斯之后在洋基投了几年的好球，但当时在红袜时有纪律问题。
1919年12月26日，弗雷齐把在红袜效力了六个赛季的贝比·鲁斯卖给了竞争对手纽约洋基队（1919赛季鲁斯刚以29支本垒打打破了单赛季本垒打纪录）弗雷齐之所以这么做是为了资助百老汇上演No, No, Nanette的歌剧，但事实上这部歌剧直到1925年才在百老汇上演。但根据Leigh Montville所写的一本书The Big Bam: The Life and Times of Babe Ruth中的研究，No, No, Nanette的无声版歌剧我的女性朋友（My Lady Friends）已于1919年12月在百老汇上映。这部歌剧资金的来源确实是出售贝比·鲁斯给洋基换来的钱。

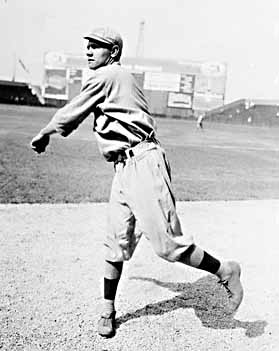
1914年鲁斯为红袜队效力的情形

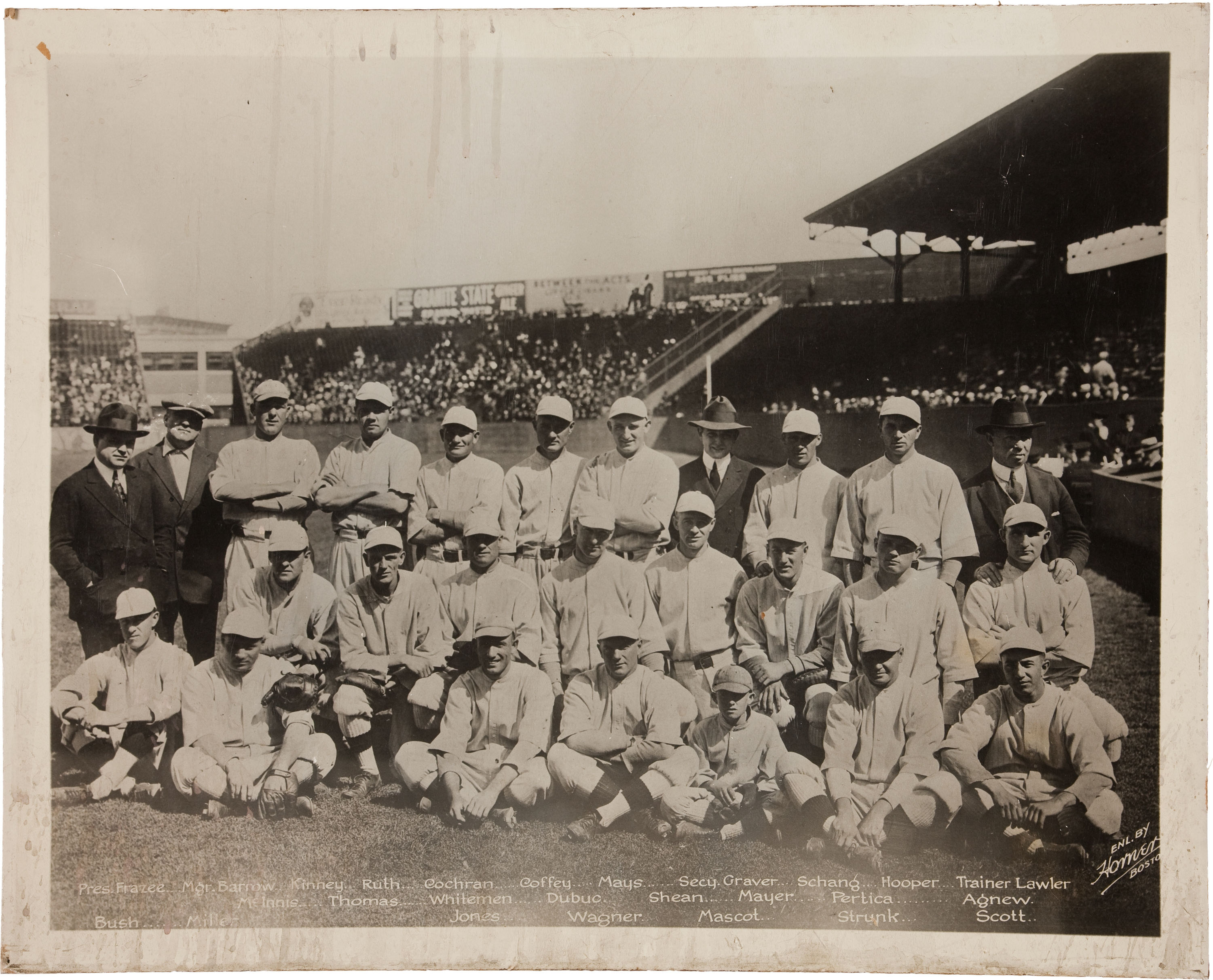
1918年，波士頓紅襪隊於芬威球場內的留影

在这段期间，红袜队、洋基队和芝加哥白袜之间的关系有所缓和；他们被称作“反叛分子”，因为之前的举动惹恼了联盟主席班·约翰逊。虽然弗雷齐拥有红袜球团的所有权，但是他并没拥有芬威公园球场（球场的所有权是芬威公园信托公司），这是不稳定的一个因素；约翰逊随时可以把另外一支球队带入芬威公园。虽然红袜深陷债务之中，但弗雷齐感觉到他需要把球场买下来（他在1920年确实这么做了）。球队认为贝比·鲁斯存在纪律问题，并且觉得他在洋基会获得更多的荣誉。最终，弗雷齐决定用鲁斯来填补球队财政上的缺口。
纽约洋基在得到贝比·鲁斯以及其他一些优秀的球员后取得了巨大的成功。而红袜在二三十年代却是十分的糟糕，贝比·鲁斯的交易被认为是基袜世仇的开端。这两支球队被体育记者们认为是“地球上最伟大的竞争对手”。
在决定要退出棒球圈后，弗雷齐卖掉了许多优秀的球员，包括把Harry Harper，铁人游击手Everett Scott和Joe Dugan等一大批球员换到洋基。
在1925年至1932年这8年间，红袜平均每季的败场数超过了100。球队唯一的闪亮点是厄尔·韦伯（Earl Webb），他在1931年创造了单季67支二垒安打的联盟纪录。1933年，Tom Yawkey买下了红袜队，球队的命运也开始改变。他换来了投手Wes Ferrell以及史上最优秀的投手之一雷夫提·格罗夫（Lefty Grove），使得球队在未来的三十年里重新具备竞争力。约基还为球队带来了杰出的游击手乔·克罗宁以及强棒一垒手吉米·法克斯，他在1938年单季打出50支全垒打，这个队史纪录保持了69年之久。得分175的队史纪录也是法克斯创造的。

### 1939年－1960年
1939年，波士顿红袜队买断了之前效力于圣地牙哥教士队所属小联盟球队的外野手泰德·威廉姆斯的合同，从而开创了一个新时代，那段时间人们常把球队称做“泰德红袜队（Ted Sox）”。威廉姆斯一直保持着很高的打击率以及长打能力，被认为是棒球史上最强的打者之一。芬威球场右外野的牛棚有一部分原因就是为了左打的威廉姆斯而建的，那里还常常被人们称做“威廉斯堡（Williamsburg）”。在建这个牛棚之前，右外野有400英尺（120米）之远。
威廉姆斯率领的红袜队在1946年进入了世界大赛，但是最终以总比分3比4负于圣路易斯红雀队。有一部分原因是红雀队用了“威廉姆斯布阵（Williams shift）”，也就是游击手守到了内野的右半边，使得左打的威廉姆斯难以打穿内野。而在世界大赛之前的一场热身赛中，威廉姆斯被一个触身球击中手肘，这也多少影响了他的发挥。在威廉姆斯参加的第一次也是唯一一次的世界大赛里，他在25个打数中仅仅击出了5支一垒安打。
在1946年世界大赛第七场中，第八局下半红雀队击出一支左外野方向的安打，一垒上的跑者伊诺斯·斯劳特（Enos Slaughter）跑回本垒得到超前分，红雀也就靠着这一分得到了当年的世界冠军。当时红袜左外野手莱昂·克伯森（Leon Culberson）接球后传回内野，游击手约翰尼·佩斯基（芬威球场右外野的标杆“佩斯基标杆”就是以他的名字命名的）转传回本垒，可惜仍然慢了一点。有些人说佩斯基在转传的过程中犹豫了一下，不过这个存在争议。
除了威廉姆斯和佩斯基之外，40年代的红袜队中还有几位明星球员，包括了二垒手鲍比·多尔以及中外野手多姆·迪马吉奥（Dom DiMaggio）。
在1948以及1949年红袜队均以微小的劣势丢掉了美联冠军。1948年他们和克里夫兰的战绩相同，但在附加赛中负于对手，错过了世界大赛波士顿内战的机会。令人奇怪的是，红袜的总教练乔·麦卡锡（Joe McCarthy）选择了投手丹尼·加尔豪斯（Denny Galehouse）先发而不是年轻的左投天才梅尔·帕内尔（Mel Parnell）。1949年，红袜在常规赛还剩两场时领先纽约洋基队一场球的优势，最后两场两队直接正面交锋，可是红袜却输掉了最后两场比赛。
1950年代被认为是红袜队史上最痛苦的一段时期。1953年当威廉姆斯从朝鲜战争归来后，40年代末期红袜队中的明星球员不是退役就是被交易。批评者常常讽刺地称红袜的打线为“泰德·威廉姆斯和七个小矮人”。杰基·罗宾森甚至也愿意为红袜队效力，但老板汤姆·约基（Tom Yawkey）似乎不愿意在他的球队中出现非洲裔的球员。威利·梅斯也尝试着进入芬威球场，红袜的球探们对他的评价非常高，可是同样因为肤色原因无法为红袜队效力。1957年38岁的泰德·威廉姆斯仍然打出了3成88的优异成绩，可是这也是红袜球迷唯一值得欣慰的地方。威廉姆斯在1960赛季之后选择了退役，最有名的是在他职业生涯的最后一个打席中击出了本垒打，这也被小说家约翰·厄普代克记录在他的小说“Hub fans bid Kid adieu”里。红袜是大联盟中最后一个开始使用非洲裔球员的球队，直到1959年他们才把黑人球员帕姆普西·格林（Pumpsie Green）从小联盟AAA球队升上了大联盟。

### 1960年代
虽然1961年，威廉姆斯的替代者卡尔·雅泽姆斯基初登场，并且在那个偏向投手的年代逐渐发展成为最好的打者之一，但对于红袜来说，60年代仍然是暗淡的。
红袜的球迷都知道1967赛季被称为“不可能的梦想（Impossible Dream）”。这个标语来自于当时流行一时的音乐剧“梦幻骑士（Man of La Mancha）”。1967年美联冠军争夺战被认为是棒球史上最激烈的一个赛季，直到最后一场仍然有4支球队有获得美联冠军的机会。1966年红袜只获得美联第九名的成绩，但仅过了一年，球队完全换了一副模样，在雅泽姆斯基带领下最终闯入了1967年世界大赛。雅泽姆斯基获得了美联打击三冠王（2012年底特律老虎隊Miguel Cabrera才再次奪得打擊三冠王）：打击率3成26，44支本垒打，121分打点。在MVP的评选中仅差一票就得到满分，明尼苏达的体育作家在他的选票中把双城队的中外野手塞萨尔·托瓦尔（Cesar Tovar）放在第一的位置。但红袜队最终还是在世界大赛中以3比4负于圣路易斯红雀队。传奇投手鲍勃·吉布森（Bob Gibson）为红雀队拿下三场比赛的胜利。

### 1970年代
虽然红袜队在60年代末期和70年代前期都十分具有竞争力，但是总与美联东区冠军无缘。最接近分区冠军一次是在1972赛季，他们仅仅落后底特律老虎半场屈居亚军。
1975年，红袜终于拿下了美联冠军。这个赛季他们拥有许多天才级的球员，除了雅泽姆斯基外，还有新秀外野手吉姆·赖斯和弗雷德·林恩（Fred Lynn），资深外野手Dwight Evans、捕手卡尔顿·费斯克和投手路易斯·蒂安特（Luis Tiant）。林恩囊括了美国联盟最佳新秀奖以及最有价值球员奖，是历史上第一个同时获得这两个奖项的球员，2001年铃木一朗同样达到这一成就。在美联冠军赛中，红袜横扫了奥克兰运动家队。
在1975年世界大赛中，红袜面对的是极度被看好的辛辛那提红人队，当时他们被称为“强大红色机器（The Big Red Machine）”。路易斯·蒂安特帮助红袜拿下了第一场和第四场的胜利，但是五场比赛之后，他们却以2比3落后于红人队。在芬威公园进行的第六场比赛被认为是季后赛历史上最伟大的一场比赛。八局下半以3比6落后，红袜代打伯尼·卡波（Bernie Carbo）从红人队的后援投手劳利·伊斯特威克（Rawly Eastwick）敲出一支追平的三分打点本垒打。十一局上半，右外野手德怀特·埃文斯（Dwight Evans）做出了一个不可思议的扑救，把乔·摩根（Joe Morgan）的平飞球接入手套，并且传杀了来不及回垒的肯·格里菲（Ken Griffey），保住了平局。十二局下半，卡尔顿·费斯克击出了一球飞跃左外野本垒打标杆。当球在空中飞行时，费斯克疯狂地挥舞着他的手臂，希望这球是个界内球。最终这球遵照了他的愿望，芬威球场顿时沸腾了，红袜以7比6获得了胜利。这个镜头在ESPN Classic频道中反复播放。
在第七场比赛中，红袜一开始就取得了3比0的领先，但最终他们还是以3比4输掉了比赛。先发投手比尔·李（Bill Lee）投出的一颗慢速旋转曲球被红人队的托尼·佩雷兹（Tony Perez）一棒扫出绿色怪物。红人在第九局得到了致胜分。卡尔顿·费斯克对于当年的世界大赛说了一句很有名的话：“我们赢得了比赛，但比分是3比4。（We won that thing 3 games to 4）”

1976起波士頓紅襪隊新標誌

#### 1978赛季：美联冠军争夺战
1978赛季，红袜队和洋基队为美联冠军展开激烈的争夺。7月份时洋基还落后红袜14场半，9月10日，在完成了对红袜的4场横扫后，洋基战绩追上了领头羊。
在常规赛的最后三个星期里，两队的争夺十分激烈，领先的位置发生多次交替。在赛季的最后一天，洋基队的封王魔术数字为1——只要战胜克里夫兰印地安人或者红袜负于多伦多蓝鸟都可以拿下美联冠军。但是洋基以2比9负于对手而红袜队以5比0获胜，两队不得不进行附加赛。附加赛于10月2日在芬威公园球场进行。
在这场附加赛中，洋基队的巴基·登特（Bucky Dent）第七局从红袜投手麦克·托雷兹（Mike Torrez）手中敲出一支飞越绿色怪物的三分本垒打，使得洋基第一次取得领先。而雷吉·杰克逊（Reggie Jackson）八局上半的阳春本垒打帮助洋基最终以5比4取胜。

### 1986赛季
1983年，红袜在美联东区7支球队中仅仅获得第六名，是1966年以来最糟糕的一年，在这之后卡尔·雅泽姆斯基选择了退役。但1986年球队获得了转机。进攻方面依然十分强大，球队拥有很多强棒，例如吉姆·赖斯，德怀特·埃文斯（Dwight Evans），唐·贝勒（Don Baylor）和韦德·博格斯（Wade Boggs）。王牌投手罗杰·克莱门斯投出了24胜4败防御率2.48的惊艳成绩，并且投出了一场20次三振的比赛，同时获得了美联赛扬奖和最有价值球员奖。这是1971年维达·布鲁（Vida Blue）之后第一个同时获得这两个奖项的先发投手，而且在这之后再也没有先发投手获得最有价值球员奖。
红袜队在11年后再次获得了美联冠军，在美联冠军赛中红袜面对的对手是加州天使队。两队在前两场各胜一场，但天使队拿下了接下来两场主场的胜利，总比分3比1领先，第五场比赛到了九局上半天使仍以5比2领先。贝勒的两分本垒打将比分差距缩小为1分。两人出局一人在垒，红袜只差一个好球就要被淘汰，但戴夫·亨德森（Dave Henderson）从唐尼·摩尔（Donnie Moore）手中击出本垒打使得红袜起死回生，6比5取得领先。虽然天使在九局下半追平了比分，但十一局上半亨德森的高飞牺牲打帮助红袜获得胜利。最后两场回到芬威公园球场，红袜越战越勇，以6分和7分的优势连拿两场胜利，最终获得美联冠军。
在1986年世界大赛中，红袜面对的是大热门纽约大都会，他们在常规赛获得了108场胜利。红袜在希亚球场先拿下两场胜利，但输掉了接下来两场主场比赛，第五场比赛先发投手布鲁斯·赫斯特帮助红袜获得了胜利，只差一场就能在68年后再次获得世界冠军。而第六场比赛成为了队史上最难以承受的败仗之一。克莱门斯的七局好投帮助球队取得3比2领先。随后大都会队将比分追平，比赛进入了延长赛，十局上半靠着亨德森的阳春本垒打以及博格斯的二垒安打加上二垒手马蒂·巴雷特（Marty Barrett）带有一分打点的一垒安打，红袜取得5比3领先。
在十局下半两出局时，NBC电视画面已经打出字幕：巴雷特为本场最佳球员，布鲁斯·赫斯特为世界大赛MVP。甚至在希亚球场的记分板上也打出了祝贺红袜获得世界冠军的字幕。在这么多年的挫折之后，全世界的红袜球迷都认为他们终于能品尝到胜利的滋味。但大都会没有放弃，加里·卡特（Gary Carter）、凯文·米歇尔（Kevin Mitchell）和雷·奈特（Ray Knight）接连打出三支一垒安打。红袜投手鲍勃·斯坦利（Bob Stanley）出现了爆投，比赛又变成了平手的局面。之后穆齐·威尔逊（Mookie Wilson）打出一垒方向的软弱滚地球，但一垒手比尔·巴克纳（Bill Buckner）竟然让这球从他的两腿中间穿过，奈特回到本垒得到了超前分。
虽然红袜在第七场一开始就取得3比0的领先，但最终还是输掉了比赛，无缘世界冠军。红袜的魔咒还在继续。

### 1988年－1991年
1988年，红袜重返季后赛。当年在全明星赛时红袜仅仅排名分区第四；7月15日，主教练约翰·麦克纳马拉被解职，乔·摩根（Joe Morgan）取代了他位置。红袜立刻取得了12连胜的成绩，并且在20场中赢了19场胜利，最后不可思议地拿下了美联东区冠军，很多人称之为摩根魔法（Morgan Magic）。但这个魔法很快就结束了，在美联冠军赛中，红袜不幸被奥克兰运动家横扫出局。具有讽刺意味的是，这个系列赛的MVP是前红袜投手、名人堂成员丹尼斯·艾克斯利（Dennis Eckersley），他在四场比赛中全部拿下了救援成功。两年之后，红袜再次以美联东区冠军的身份闯入美联冠军赛，不幸的是，历史再度重演，红袜被运动家队横扫出局。

### 1992年－2001年
球队的老板汤姆·约基于1978年去世，他的妻子珍·约基（Jean R. Yawkey）接替了他的工作，直到1992年她也去世为止。他们两人名字的首字母“TAY”和“JRY”以摩尔斯电码的方式刻在了左外野的墙上。珍·约基去世之后，球队由约翰·哈灵顿（John Harrington）领导下的约基信托公司接管。2002年公司卖掉了球队，从而结束了约基对球队长达70年的所有权。
1994年，麻省本地人丹·杜奎特（Dan Duquette）取代了娄·戈尔曼（Lou Gorman）成为球队的总经理，他曾经在蒙特利尔博览会队工作。杜奎特同时负责农场系统的工作，在他的带领之下，红袜农场培养出了像诺马·贾西亚帕拉、卡尔·帕瓦诺和大卫·艾克斯坦（David Eckstein）之类的优秀球员。杜奎特也敢于在自由市场中出手，最引人关注的是2000年以8年一億1600万美元签下了曼尼·拉米瑞兹。
1995年，红袜以领先洋基7场的优势，获得了重新分区后的美联东区冠军。但在美联分区赛中被克里夫兰印地安人横扫。自从1986年世界大赛第五场之后，红袜在季后赛中连输了13场。
1997年，红袜退出了激烈的冠军争夺战，之后球队把终结者斯洛克姆交易到了水手队，换来新秀捕手杰森·瓦瑞泰克以及右投德瑞克·洛夫。在1998赛季开赛之前，球队把托尼·小阿马斯（Tony Armas Jr.）和卡尔·帕瓦诺送到了蒙特利尔博览会队，换来了明星投手佩卓·马丁尼兹。马丁尼兹成为球队的王牌投手，在接下来的几个赛季都有着优异的表现。1998年球队获得了美联外卡，但是再次在美联分区赛中输给印地安人队。
1999年，杜奎特声称芬威公园球场在经济方面不再适用，于是他和球队的老板共同推动新建一座球场的计划。虽然得到了麻省最高法院以及其他的一些政治家的支持，但这项议题并没有得到波士顿市议会的同意。
在这个赛季的季后赛，红袜终于获得了复仇印地安人队的机会。虽然输掉了前两场比赛，但靠着三大投手德瑞克·洛夫、佩卓·马丁尼兹和他的哥哥雷蒙·马丁内斯（Ramon Martinez）的优异表现，红袜连扳三场淘汰对手。其中第四场23比7的比分是大联盟季后赛历史上单场最高的得分。第五场比赛，前两局印第安人以5比2领先，但佩卓·马丁尼兹忍着肩伤，在第四局登板，投出6局的无安打比赛，帮助红袜最终以12比8获胜，其中特罗伊·奥莱利（Troy O'Leary）单场双响炮并带有7分打点。在之后的美联冠军赛中，球队以1比4负于死对头纽约洋基，无缘世界大赛。这个系列赛唯一的亮点是红袜赢得了备受炒作的一场比赛——马丁尼兹和克莱门斯在系列赛第三场中的对决。

### 2002年至今

#### 亨利来到波士顿
2002年，Yawkey公司的董事以及主席哈灵顿决定把球队卖给约翰·亨利领导的新英格兰体育投资公司。汤姆·维尔纳为执行董事长，拉里·卢基诺为主席兼首席执行官。当年赛季结束后，年仅28岁的耶鲁大学毕业生西奥·艾普斯坦成为球队总经理，他也成为大联盟历史上最年轻的总经理。

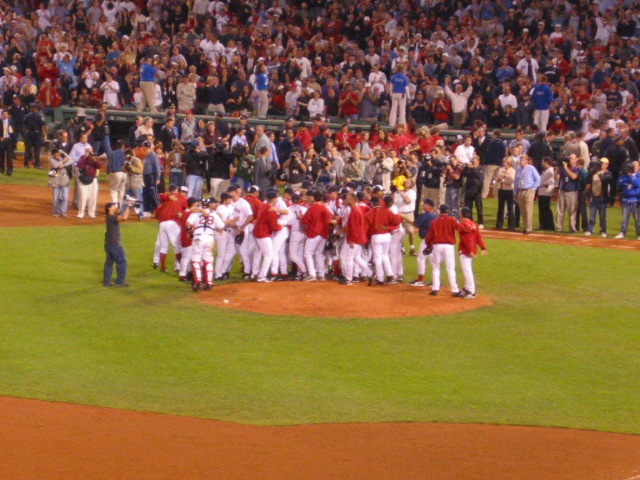
红袜球员庆祝他们获得了2003赛季外卡的资格。

2003赛季，艾普斯坦为球队引进了一垒手凯文·米拉（Kevin Millar），使得打线的深度再次得到加强。还用谢伊·希伦布兰德换来了亚利桑那响尾蛇的中继投手金炳贤。
在2003年的美联分区赛中，球队在0比2落后运动家队的情况下再次完成了讓二追三大翻盘。第五场比赛德里克·洛维回到了中继的角色，并且帮球队守下了关键的一胜。之后球队在美联冠军赛中碰上了纽约洋基。在第七场决定生死的比赛中，红袜直到第八局仍以5比2领先，但是佩德罗·马丁内斯被击出了一支追平三分本垒打。最后三局红袜无法从马里安诺·里维拉手中得到任何分数，结果第十一局洋基的三垒手亞伦·布恩从蝴蝶投手蒂姆·威克菲尔德手中敲出了再见本垒打。
赛季结束后，前费城费城人的主教练特里·弗兰克纳（Terry Francona）入主芬威球场。

#### 久别的世界冠军
在2003赛季后、2004赛季前，红袜队挖到了另一位领衔先发投手柯特·席林来增强投手阵营，以至于整个地区对红袜队的期望大增。很多人觉得2004年应该是重温冠军梦的一年。常规赛季开始时不太顺利，一直延续到赛季过半，球队一直表现平平，在成绩表上落后纽约洋基超过十场比赛。管理层在7月31日－美国职棒大联盟交易期限截至日前做出了震动整个球队的交易。将球队内颇受欢迎的游击手诺马·贾西亚帕拉交易给了芝加哥小熊队；同时从蒙特婁博覽會隊获得奥兰多·卡布雷拉；从明尼苏达双城队获得道格·敏克维奇。交易共涉及四个球队。在此之后，球队如有神助，最后仅以落后同在美国联盟东区的纽约洋基队三场比赛的成绩结束常规赛季，最后赢得外卡身份进入季后赛。
在季后赛第一轮即美国联盟分区赛中，波士顿红袜队顺利以3:0的成绩战胜美国聯盟西区冠军洛杉矶天使队，第二轮即美国联盟冠军赛中红袜队遭遇宿敌纽约洋基队。
虽然赛前很多球迷非常看好波士顿红袜队，冠军赛开始对红袜队来说却是灾难性的。在第三场比赛红袜队以8-19的较大比分输掉后，很快以0勝3敗落后。
美国联盟冠军赛第四场比赛第九局下半局，红袜队以3:4落后，被逼到绝境，这时洋基队著名的王牌救援投手馬里安諾·李維拉出场。凯文·米拉首先保送上垒，大卫·罗伯茨以替代跑垒员身份换下米拉，並很快盗到二垒，接下来比尔·米乐即時打出一支安打，取得1分打点，迫使比赛进入延長賽。在第十二局下半，大衛·歐提茲揮出二分再見全垒打，红袜队艰难取胜。
第二天晚上，红袜队好戏重演，再次在馬里安諾·李維拉身上取分，逼得延長賽，右在第十四局下半局，又是大衛·歐提茲擊出再見安打，红袜队赢得第五场比赛。
第六场比赛两队回到洋基体育场，红袜队续演他们的神话。柯特·席林在自己脚踝做过临时性手术，依然渗血的情况下，先发投了七局，三振四名打者，保送仅一次，只失掉一分。红袜队以4:2拿下这场比赛并将总比分扳成3:3。
第七场，红袜队借助强尼·戴蒙的两只全垒打和德瑞克·洛夫的优异投球，以10:3的比分赢得这场比赛，终于实现历史性的大逆转。由于大衛·歐提茲在第四和第五场比赛中的决定性作用，他亦成为这次美国联盟冠军赛的最有价值球员。
另一支进入世界大賽的是来自国家联盟的圣路易红雀队。红雀队在常规赛季中，是在美国职棒大联盟所有球队中成绩最好的。在1946年和1967年，红雀队曾经两次在世界大賽中以4:3的成绩击败红袜队。此时红袜队已经势不可挡，最后以4:0的成绩轻取红雀队。在阔别世界冠军86年后，终于如愿以偿，再次登顶，也破了貝比魯斯魔咒。

#### 2005年－2006年
在夺得了苦等86年的世界冠军之后，俱乐部和杰森·瓦瑞泰克续约，并且任命他为队长。2005赛季球队有了好的开始，一直保持在美联东区第一名的位置，但是在明星赛之后球队遇到了一些困难，并让洋基队追了上来。分区冠军争夺持续到了常规赛最后一个周末，洋基队带着一场的领先优势来到芬威球场。最后的这个系列赛红袜拿下两场胜利，这样他们和洋基队的战绩同为95胜67负，但并不需要进行附加赛。常规赛两队交锋的19场比赛，洋基取得10场胜利，所以他们取得了分区冠军，而红袜则拿到了外卡的资格。在季后赛的首轮中，红袜被美联中区冠军芝加哥白袜横扫出局。
新赛季红袜内野由三垒手麦克·洛威尔、新来的游击手阿莱克斯·冈萨雷斯、二垒手马克·洛雷塔（Mark Loretta）以及一垒手凯文·尤克里斯组成，可以说是大联盟守备能力最强的内野之一。2006赛季红袜是美联守备失误最少的球队，并且在6月30日球队创造了连续17场没有发生任何失误的大联盟新纪录。
2006赛季，最大的亮点就是球队找到了新的终结者乔纳森·派柏邦，他以35次救援成功创造红袜队史的新人纪录，并且入选了全明星赛。另外，大卫·奥提兹也以54支本垒打打破了吉米·法克斯保持69年之久的单季本垒打队史纪录。
全明星赛之后，不断增加的伤病严重地影响了球队的成绩。整个8月份，红袜战绩仅为9胜21败。杰森·瓦瑞泰克、特洛特·尼克森（Trot Nixon）和曼尼·拉米雷斯的受伤使得打线威力大大下降，加上投手群蒂姆·威克菲尔德、新秀乔恩·莱斯特（被诊断出淋巴癌）、马特·克莱门特（Matt Clement）的离开更成了无法填补的漏洞。最终红袜以86胜76败名列美联东区第三。

#### 四年內二度世界冠軍

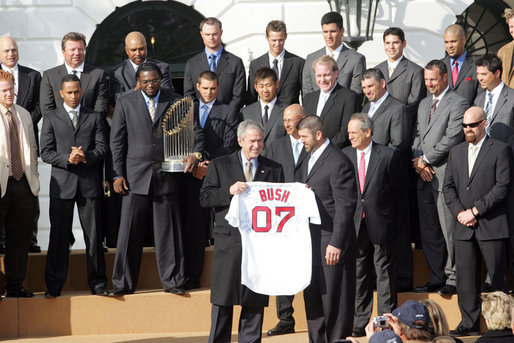
美国总统小布什在白宫接见获得世界大赛冠军的红袜队全体成员。

为了能够在2007赛季重新崛起，艾普斯坦做了棒球史上最惊人的一个买卖。2006年11月14日，大联盟宣布波士顿红袜以5110万美元的竞标金额获得了和日本超级投手松坂大辅的谈判资格。最终在12月13日，松坂和红袜签了六年5200万美元的合约。
深受球迷喜爱的特洛特·尼克森（Trot Nixon）最终还是进入了自由市场，加盟印第安人队。为了填补空缺的右外野，2007年1月25日球队以5年7000万美元的合同签下了J·D·德鲁。游击手的位置则由胡里奥·卢戈代替。原二垒手马克·洛雷塔也通过自由市场加盟休士顿太空人，开季位置由新人达斯汀·佩德罗亚担当。
自从4月中旬红袜登上美联东区第一名后就再也没有失去这个位置。奥提兹和拉米雷斯依然提供强大的火力支援，洛威尔、尤克里斯和佩德罗伊亚的发挥也相当出色。虽然德鲁、卢戈和克里斯普的状况并不理想，但洛威尔、尤克里斯的表现足以弥补进攻的漏洞。佩德罗亚开季时也没有找到手感，但弗兰克纳还是给了这个新人足够的耐心和信心，佩德罗亚也没有辜负主教练的信任，在全明星赛之前将打击率提高到3成以上。
在投手方面，贝克特表现出王牌投手的水准，上半季成绩为12胜2败，在另外四位先发投手出现问题时他总能挺身而出，帮助红袜止败。牛棚方面，左右护法派柏邦和冈岛秀树也帮先发投手分担了相当大的责任。两个人分别承担第八第九局的工作，给了先发投手强烈的安定感。冈岛秀树上半季的防御率仅仅只有0.88，并入选了全明星阵容。

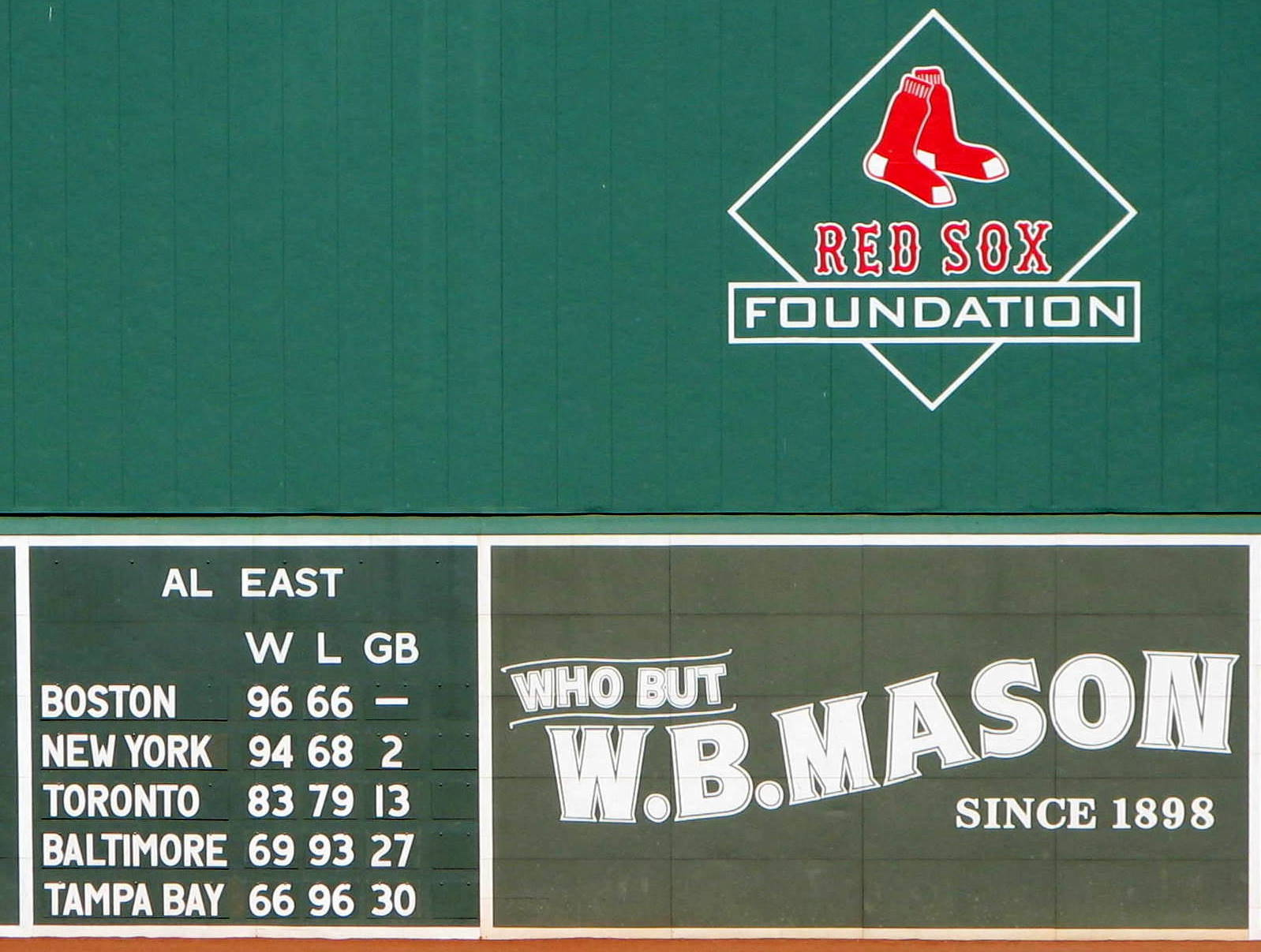
绿色怪物上的2007赛季最终排名

全明星赛之后，红袜一度将领先优势扩大到了10场。贝克特继续着优异的发挥，最终成为该赛季唯一一位20胜的投手。老将威克菲尔德也重新焕发光彩，最终战绩为17胜12败。9月1日，从小联盟升上来的投手克雷·布克霍尔兹在他在大联盟先发的第二场比赛中就投了无安打比赛。另外一位从农场升上来的外野手雅戈比·艾尔斯布里在9月份也分担了拉米雷斯很大一部分责任，让拉米雷斯得到充分地休息。这个月艾尔斯布里打击率高达3成61，并有3发本垒打、17分打点以及8次盗垒成功。洛威尔9月份承担起第四棒的责任，整季120分的打点位居全队之首。最终佩德罗亚以3成17的打击率拿下美联新人王，球队也在时隔12年周再次获得美联东区冠军。
季后赛中，红袜队先以直落3横扫洛杉磯安那罕天使，进入美国联盟冠军赛对阵克里夫蘭印地安人。虽然红袜队在第一場获胜，但是却在接下来的三場中全部落败，也使得他们进军世界大赛的希望大减。不过该队却在接下来的三场比赛靠着投手贾许·贝基特、松坂大輔和柯特·席林优异的表现，以大比分的分差取得胜利并获得世界大赛资格。
在最后的世界大赛，红袜面对黑马科罗拉多落矶。第1戰贝克特主投7局只掉1分，最终以13比1大胜，为整个系列赛定下了基调。第2戰，席林-冈岛秀树-派柏邦连线，红袜以2比1一分差險胜对手。第3戰移師科罗拉多，红袜强大的打线帮助球队以10比5順利聽牌。第四场比赛，乔恩·莱斯特顶替威克菲尔德先发，主投5又2/3局无失分，完成了他的投球任务。靠着世界大赛MVP洛威尔出色的表现以及鲍比·基尔提（Bobby Kielty）的本垒打，最终红袜直落4橫掃科羅拉多洛磯，在四年内第二次获得世界冠军。

#### 2008年之後的赛季
夺得世界大赛冠军后，红袜在日本东京巨蛋开始了他们新赛季之旅，这是大联盟历史上第三次在日本进行开幕战，这首场比赛中红袜以7比5战胜奥克兰运动家。赛季前段红袜十分顺利，占据着美联东区第一的位置，但他们受到了黑马坦帕湾光芒的强力挑战。莱斯特在5月19日对堪萨斯市皇家队投出了无安打比赛，这也是红袜队史上第18场无安打比赛。这个赛季莱斯特投出了王牌投手的水准，16胜6败防御率3.21。然而伤病给红袜的打线带来巨大的困扰，奥提兹手腕的受伤使他错过了45场比赛，洛威尔髋关节撕裂也让他数周无法上场，J·D·德鲁背部的伤势让他下半季的发挥大受影响。外野手拉米雷斯和球队闹僵，包括了和队友以及工作人员不合（在休息室里和凯文·尤克里斯互相推搡）、批评球队老板、疑似诈伤不愿出赛等。球队最终决定在7月31日的交易截止日期之前将他送到洛杉矶道奇，而从匹兹堡海盗得到了杰森·贝。
拉米雷斯的离开让球队有了新的气息。顶替他的贝伊发挥出色，凯文·尤克里斯的全垒打数（29支）和打点（119分）均为生涯新高，派柏邦也完成了个人新高的41次救援成功。松坂大辅也摆脱了2007赛季的低迷，18胜3败防御率2.90的表现证明了他的身价。佩德罗亚下半季打击率高达3成40，安打数、得分、二垒安打数均在美联名列前茅。他不仅是球队的领袖，而且夺得了2008年美联MVP，这是时隔13年之后再次有红袜队球员拿到MVP。尽管红袜在交易截止日期之后战绩为34胜19败，但光芒队的表现更为出色，红袜只能以外卡的身份进入季后赛。
在美联分区赛中，靠着乔恩·莱斯特极为精彩的表现（先发两场共14局无自责失分），红袜以总比分3比1淘汰洛杉矶天使。和光芒队相会在美联冠军赛。
前四场比赛红袜以总比分1比3落后，但在第5戰中，红袜上演了美联冠军赛历史上最大的一次逆转。前7局红袜仍以0比7大比分落后，在大家都认为红袜要被淘汰的情况下，红袜上演了不可思议的大逆转，最终以8比7获胜.。第6戰红袜追成3平，遗憾的是他们输掉了第7戰，没能像2007年一样再度完成大翻盘。这也是连续第8年世界冠军无缘卫冕（从2000年的纽约洋基队开始）。
2009年，紅襪隊以95勝67敗拿下外卡資格進入季後賽，但在美联分区赛中以总比分0比3负于洛杉磯天使。
2010年，紅襪因傷兵太多的關係，無法進季後賽，最後留下了89勝73敗的成績拿下美聯東區第三，2011賽季,紅襪以3比1逆轉擊敗水手,弗兰克纳成為第57位拿到千勝的總教練,同時也送給水手14連敗。在8月底，波士顿红袜的成绩为全联盟最佳。当球迷和媒体都认为球队进入季后赛不成问题的时候，红袜却开始了堕落。在整个9月份，红袜队的成绩为7胜20负，并在常规赛最后一天的最后时刻输给了巴尔的摩金鶯，成就了坦帕湾光芒不可思议的大逆转，自己则无缘季后赛。2011年9月30日，弗兰克纳决定不再与红袜续约，波士顿红袜的“弗兰克纳时代”宣告终结。
2012年，紅襪因總教練巴比·瓦倫泰4月爆出對陣中主砲凱文·尤克里斯表示跟過去球季相比比賽不夠集中，引發隊友Dustin Pedroia及其他球員不滿。該年以69勝93敗的成績「榮登」美聯東區爐主，10月初瓦倫泰被紅襪隊以戰績不佳為由宣佈開除。

#### 2013年：21世紀的第3座世界大賽冠軍
2013賽季，紅襪宣布由卸任藍鳥總教練約翰·法雷爾成為第45位紅襪總教練，以97勝65敗的成績進入季後賽，中斷紅襪連三年無緣季後賽，同時也繼2007年後再度拿到美聯東區冠軍。先在分區系列戰以3勝1敗淘汰美聯外卡坦帕灣光芒，在美聯冠軍賽的對手是底特律老虎，這場系列戰最關鍵的分別是第二戰及第六戰。先是第二戰David Ortiz從Joaquín Benoit的手中擊出滿貫砲追平，九局下再靠Jarrod Saltalamacchia的再見安打贏球；第六戰則是靠Shane Victorino的逆轉滿貫砲及上原浩治的完美守成淘汰老虎隊並取得美聯冠軍。紅襪與紅雀重演2004年世界大賽對戰戲碼。
世界大賽第一場紅襪狹著強大火力重創紅雀隊，卻在接下來的兩場連續輸球。第三戰更是因為在世界大賽發生首見的「再見妨礙跑壘」而輸球，然而這並沒有打擊紅襪的士氣，在接下來的比賽紅襪就沒陷入過比分落後的局勢，最終在10月30日的第六戰，紅襪在芬威球場以6：1擊敗紅雀，以4勝2敗的成績取得世界大賽冠軍。同時也是繼2004年以來再度於世界大賽擊敗紅雀，並且為10年來第3座世界大賽冠軍，也是隊史首次在波士頓封王。大衛·歐提茲在世界大賽繳出近七成的打擊率，獲得當屆的MVP。
由於當年4月15日發生波士頓馬拉松爆炸案，紅襪隊的奪冠在當年被認為是鼓舞市民重振的最佳動力。

#### 2014年：隨之而來的重建
紅襪隊在季初可說是趾高氣昂，他們原本計畫能再次衛冕冠軍因而展開大補強，卻事與願違。2013年12月先以一年的合約簽下捕手艾傑・皮爾辛斯基，2014年1月再簽下外野手格雷迪·塞斯摩爾，這是為了填補雅戈比·艾爾斯布里投入自由市場後留下的空缺。球季開始之後紅襪的戰績一直相當糟糕，這迫使他們在拿下世界大賽冠軍的隔年就要展開重建，他們在731大限前將王牌投手喬恩·萊斯特與Jonny Gomes交易到奧克蘭運動家，換得外野手約尼斯·塞佩達斯；約翰·雷基與Corey Littrell被交易到紅雀隊，換回Allen Craig與Joe Kelly；傑克·皮維被交易到巨人隊，換回Edwin Escobar與Heath Hembree，這些交易都讓紅襪在去年的世界大賽冠軍陣容幾近解體。而季初花大錢簽來的艾傑・皮爾辛斯基跟格雷迪·塞斯摩爾更是在季中就被直接釋出了。
紅襪最終以71勝91負的成績坐收，繼2012年後又再次於分區墊底。

#### 2015年
紅襪在季前又做了一波大灑銀彈的補強計畫。先在11月以五年9500萬美金的高價合約簽下2012年幫助巨人隊拿下世界大賽冠軍的巴勃羅·桑多瓦爾，再以四年合約簽下前道奇隊游擊手亨利·拉米瑞茲。12月再透過交易出Ruby De La Rosa、Raymel Flores與Allen Webster，換來響尾蛇隊穩定的先發投手Wade Miley。又以約尼斯·塞佩達斯與Alex Wilson交易來老虎隊的瑞克·波瑟羅。不過這個球季紅襪打的仍然不太理想，季前花大錢簽來的明星球員也繳出非常差勁的成績，這年他們以78勝84負的戰績作收，連續兩年在分區墊底。

#### 2016年：歡送老爹及重返季後賽
季前陣中老將大衛·歐提茲宣布本季打完將要退休。紅襪隊在開季前以七年2億1700萬美金的合約網羅到大衛·普萊斯，再用Manuel Margot、Javier Guerra、Carlos Asuaje、Logan Allen向教士隊換得終結者克雷格·金布雷尔。紅襪在這個球季以93勝69負繼2013年後再次獲得東區冠軍。可是在分區系列賽表現不佳，遭克里夫蘭印地安人直落三橫掃。
731大限前紅襪做了一筆不成功的交易，他們用Anderson Espinoza向教士隊換來左投手德魯·帕默倫茲要來補強輪值，然而教士隊總經理A.J.Preller卻隱瞞帕默倫茲的傷勢，這個隱情在帕默倫茲轉隊後荒腔走板的表現後被揭發，因為他來到紅襪的首戰只投了三局就失掉五分。最後是聯盟對教士經理及球團相關人員處以30場禁賽後才平息風波。
而大衛·歐提茲在他生涯最後一年表現依舊未退化。擊出38支全壘打、.315的打擊率，以127分打點拿下打點王。陣中的Mookie Betts與達斯汀·佩德羅亞都擊出200支以上的安打，Betts更有31支全壘打與113分打點，可是卻在年度MVP票選上輸給天使隊的Mike Trout。而2015年交易來的瑞克·波瑟羅則在此年投出22勝4負、防禦率3.15的佳績，一舉囊括勝投王及美聯賽揚獎，也是隊史自2000年佩卓·馬丁尼茲後的第四人。

#### 2017年：首度連莊美聯東區冠軍
季前紅襪以Luis Alexander Basabe、Michael Kopech、Victor Diaz、約恩·孟卡達等農場新秀為代價，從白襪換得王牌左投克里斯·塞爾。為了填補老爹退休後的指定打擊空缺，再以一年短約簽下前遊騎兵隊的米契·莫蘭德。紅襪隊最終以93勝69負的成績連莊分區冠軍，這是隊史首次達到這樣的成就。然而在分區系列賽，卻以1：3輸給休士頓太空人，讓他們連續兩年都在季後賽首輪就被淘汰。
10月10日，紅襪宣布和還有一年合約，但連兩年無力領軍晉級美聯冠軍戰的約翰·法雷爾(John Farrell)不續約，並於23日和太空人的板凳教練阿莱克斯·柯拉簽下3年合約，成為第47任的總教練。
克里斯·塞爾在本季投出17勝8負、防禦率2.90的佳績，並投出大聯盟最多的308次奪三振，是史上第16人達成單季300次奪三振，也是隊史自1999年佩卓·馬丁尼茲後的第二人（當年馬丁尼茲投出了313次奪三振。）

#### 2018年：刷新隊史勝場紀錄，21世紀第4冠

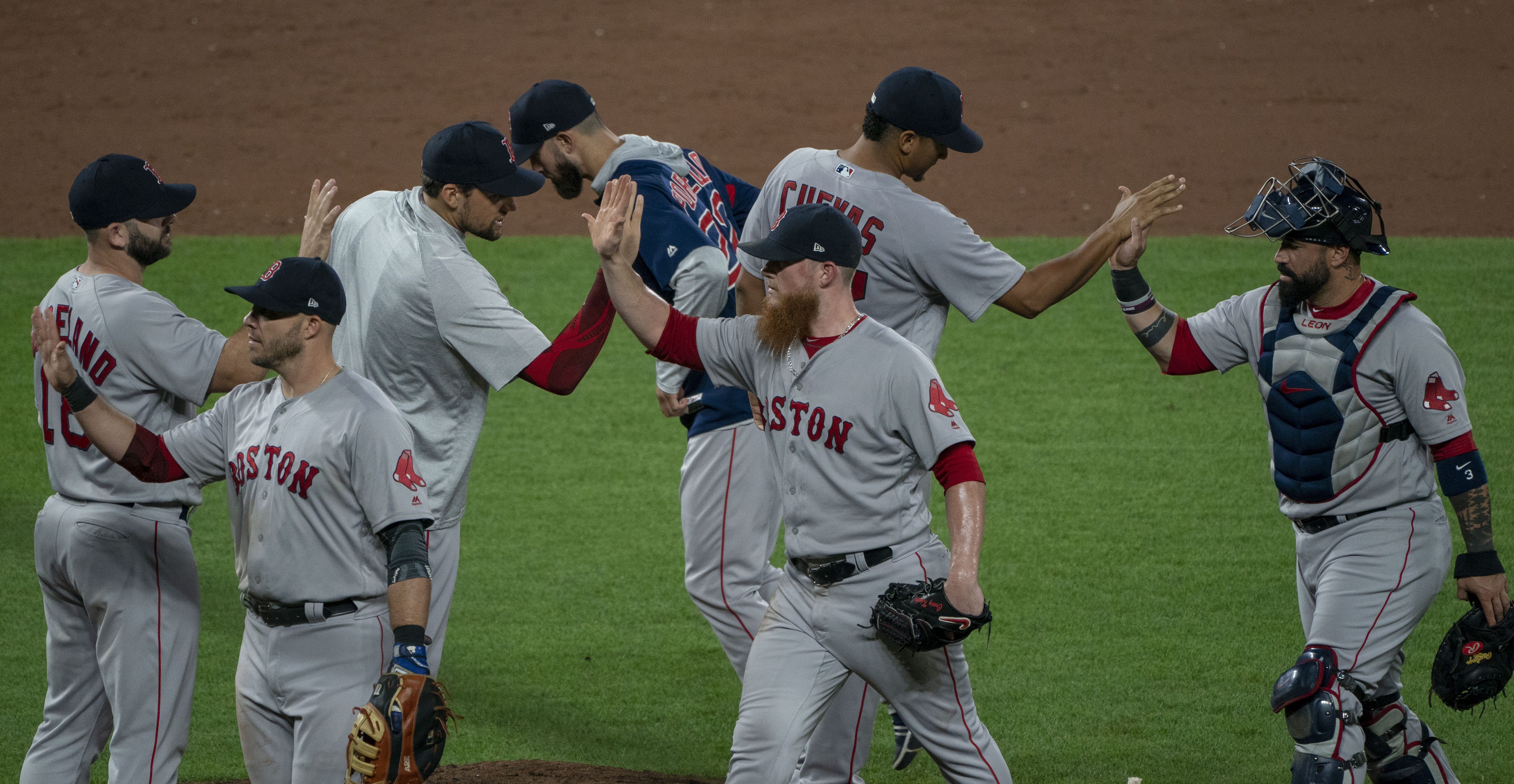
風光拿下21世紀第4座世界大賽冠軍的紅襪

上個賽季紅襪雖然連莊美東，但團隊單季168轟（美聯最差）和.407長打率（美聯第2差）顯示出紅襪最大的缺點：陣中沒有能補上老爹缺口的重砲手。所以紅襪也在2月捧上5年1.1億美元的合約，簽下前一年擊出45發全壘打的J·D·馬丁尼茲。
而在球季開打後，美聯東區如眾人預期的成為洋基與紅襪激烈競爭的局勢，不過紅襪的表現仍略勝一籌，這也使得在球季後期分區王座的地位被逐漸鞏固。季中交易紅襪又拿出農場新秀，分別從光芒、藍鳥與天使換得先發投手Nathan Eovaldi、工具人史蒂夫·皮爾斯與頂替傷兵達斯汀·佩德羅亞的二壘手伊恩·金斯勒。
9月12日，紅襪在主場以7:2擊敗藍鳥，確定拿下大聯盟本季第一張季後賽門票，並連續三年晉級季後賽。9月13日，在大衛·普萊斯7局無失分帶領下，紅襪以1:0完封藍鳥，完成隊史第4次單季百勝，上一次達成此成就，已經是1946年的事了。9月20日，紅襪又於客場以11：6打敗洋基，完成分區冠軍三連霸，並連續兩年將洋基都逼到打外卡戰。9月24日，紅襪在主場以6：2擊敗金鶯，拿下第106勝，正式刷新隊史紀錄，並確定成為全大聯盟第一，獲得季後賽全部的主場優勢。
紅襪本季例行賽豪奪108勝，刷新隊史紀錄。在分區系列賽以3：1淘汰相隔14年才在季後賽相見的世仇洋基，其中第三戰紅襪更是單場狂轟16分，不但賞給洋基隊史主場最慘烈的敗戰，布羅克·霍特還打出了完全打擊。美聯冠軍賽，紅襪雖然先輸了第一戰，之後卻連下四城，以4：1淘汰衛冕軍太空人，繼2013年後再度叩關世界大賽。睽違一個世紀後，紅襪與連續兩年挺進世界大賽的洛杉磯道奇交鋒。最終以4勝1敗擊敗道奇，拿下自破除魔咒後的第4座世界大賽冠軍。史蒂夫·皮爾斯在世界大賽中擊出3轟、8打點，讓他贏得最有價值球員獎。
紅襪的老闆約翰·亨利在球隊拿下世界冠軍後曾這樣評價：「這是史上最偉大的紅襪隊！」

#### 2020年
2020年1月14日，因阿莱克斯·柯拉涉及太空人偷取暗號醜聞，紅襪不等聯盟懲處結果出來，先行宣布開除。

#### 2021年
2020年11月6日，紅襪不跟羅恩·羅尼克續約後，最終找回在2018年率領紅襪奪冠的阿莱克斯·柯拉回鍋執教。

## 历年战绩列表

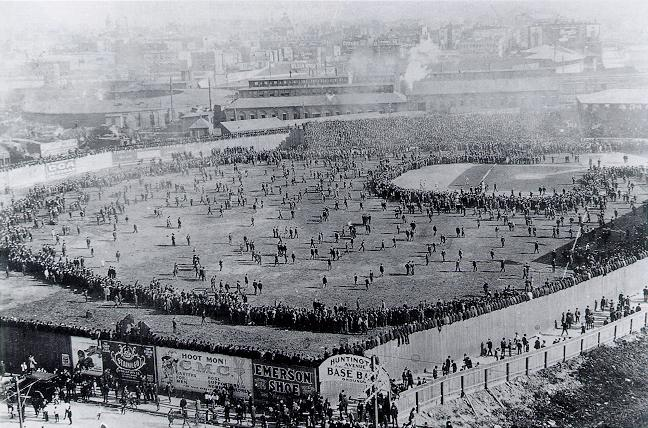
1903年世界大赛期间汉亭顿大道球场外的场景

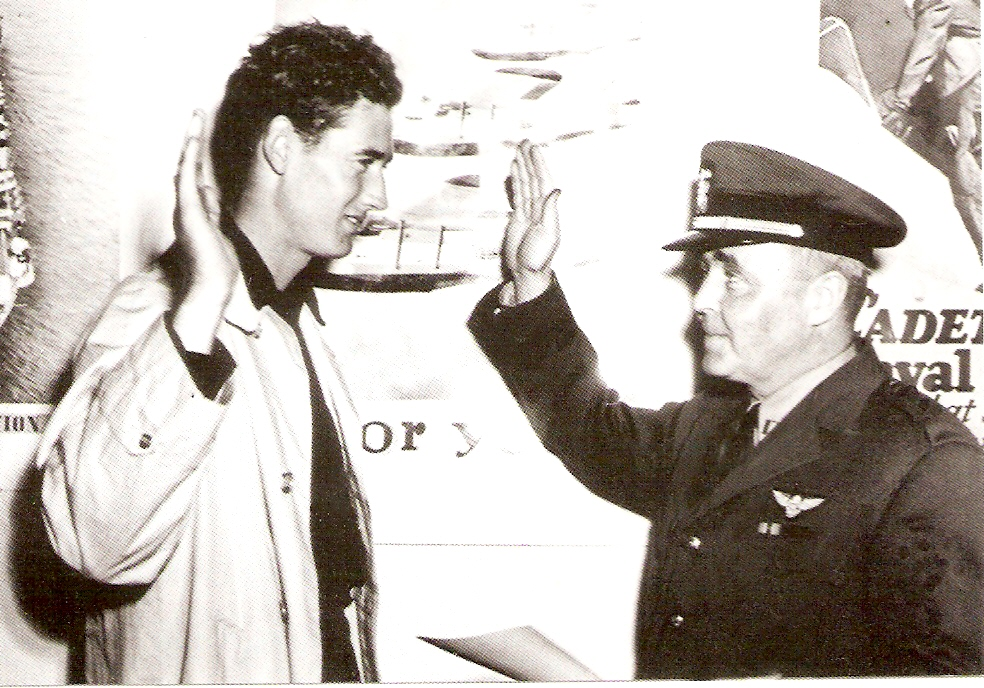
泰德·威廉斯穿上美国海军的制服，他参与了朝鲜战争和第二次世界大战，5年之后才返回红袜队

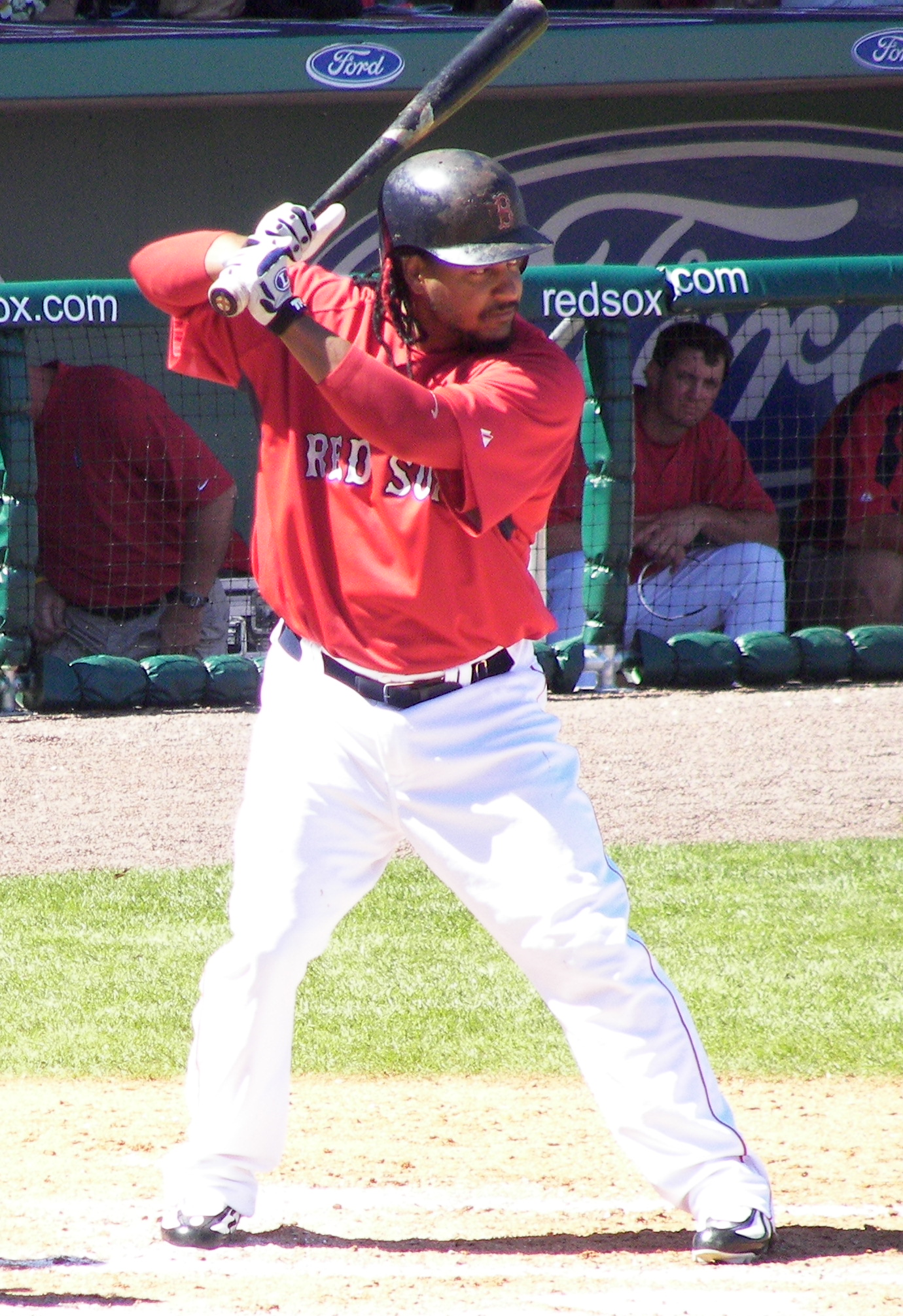
2000年红袜队签下了曼尼·拉米瑞兹

| 世界大赛冠军 （1903年－） | 美联冠军 （1901年－）[a] | 分区冠军 （1969年－） | 外卡 （1994年－） |

| 赛季      | 胜  | 败  | 胜率% | 胜差 | 季後赛                         | 常规赛结果                 | 注释    |
| --------- | --- | --- | ----- | ---- | ------------------------------ | -------------------------- | ------- |
| 1901年    | 79  | 57  | 0.580 | 4    | 未进入季後赛                   | 美国联盟第二名             | [ 32 ]  |
| 1902年    | 77  | 60  | 0.562 | 6½   | 未进入季後赛                   | 美国联盟第三名             | [ 33 ]  |
| 1903年    | 91  | 47  | 0.659 | —    | 世界大赛冠军                   | 美国联盟第一名             | [ 33 ]  |
| 1904年    | 95  | 59  | 0.616 | —    | 世界大赛取消[b]                | 美国联盟第一名             | [ 34 ]  |
| 1905年    | 78  | 74  | 0.513 | 16   | 未进入季後赛                   | 美国联盟第四名             | [ 35 ]  |
| 1906年    | 49  | 105 | 0.318 | 45½  | 未进入季後赛                   | 美国联盟最后一名           | [ 36 ]  |
| 1907年    | 59  | 90  | 0.395 | 32½  | 未进入季後赛                   | 美国联盟第七名             | [ 37 ]  |
| 1908年    | 75  | 79  | 0.487 | 15½  | 未进入季後赛                   | 美国联盟第五名             | [ 38 ]  |
| 1909年    | 88  | 63  | 0.582 | 9½   | 未进入季後赛                   | 美国联盟第三名             | [ 39 ]  |
| 1910年    | 81  | 72  | 0.529 | 22½  | 未进入季後赛                   | 美国联盟第四名             | [ 40 ]  |
| 1911年    | 78  | 75  | 0.509 | 24   | 未进入季後赛                   | 美国联盟并列第四名         | [ 41 ]  |
| 1912年    | 105 | 47  | 0.690 | —    | 世界大赛冠军                   | 美国联盟第一名             | [ 42 ]  |
| 1913年    | 79  | 71  | 0.526 | 15½  | 未进入季後赛                   | 美国联盟第四名             | [ 43 ]  |
| 1914年    | 91  | 62  | 0.594 | 8½   | 未进入季後赛                   | 美国联盟第二名             | [ 44 ]  |
| 1915年    | 101 | 50  | 0.668 | —    | 世界大赛冠军                   | 美国联盟第一名             | [ 45 ]  |
| 1916年    | 91  | 63  | 0.590 | —    | 世界大赛冠军                   | 美国联盟第一名             | [ 46 ]  |
| 1917年    | 90  | 62  | 0.592 | 9    | 未进入季後赛                   | 美国联盟第二名             | [ 47 ]  |
| 1918年    | 75  | 51  | 0.595 | —    | 世界大赛冠军                   | 美国联盟第一名             | [ 48 ]  |
| 1919年    | 66  | 71  | 0.481 | 20½  | 未进入季後赛                   | 美国联盟第六名             | [ 49 ]  |
| 1920年    | 72  | 81  | 0.470 | 25½  | 未进入季後赛                   | 美国联盟第五名             | [ 50 ]  |
| 1921年    | 75  | 79  | 0.487 | 23½  | 未进入季後赛                   | 美国联盟第五名             | [ 51 ]  |
| 1922年    | 61  | 93  | 0.396 | 33   | 未进入季後赛                   | 美国联盟最后一名           | [ 52 ]  |
| 1923年    | 61  | 91  | 0.401 | 37   | 未进入季後赛                   | 美国联盟最后一名           | [ 53 ]  |
| 1924年    | 67  | 87  | 0.435 | 25   | 未进入季後赛                   | 美国联盟第七名             | [ 54 ]  |
| 1925年    | 47  | 105 | 0.309 | 49½  | 未进入季後赛                   | 美国联盟最后一名           | [ 55 ]  |
| 1926年    | 46  | 107 | 0.300 | 44½  | 未进入季後赛                   | 美国联盟最后一名           | [ 56 ]  |
| 1927年    | 51  | 103 | 0.331 | 59   | 未进入季後赛                   | 美国联盟最后一名           | [ 57 ]  |
| 1928年    | 57  | 96  | 0.372 | 43½  | 未进入季後赛                   | 美国联盟最后一名           | [ 58 ]  |
| 1929年    | 58  | 96  | 0.376 | 48   | 未进入季後赛                   | 美国联盟最后一名           | [ 59 ]  |
| 1930年    | 52  | 102 | 0.337 | 50   | 未进入季後赛                   | 美国联盟最后一名           | [ 60 ]  |
| 1931年    | 62  | 90  | 0.407 | 45   | 未进入季後赛                   | 美国联盟第六名             | [ 61 ]  |
| 1932年    | 43  | 111 | 0.279 | 64   | 未进入季後赛                   | 美国联盟最后一名           | [ 62 ]  |
| 1933年    | 63  | 86  | 0.423 | 34½  | 未进入季後赛                   | 美国联盟第七名             | [ 63 ]  |
| 1934年    | 76  | 76  | 0.500 | 24   | 未进入季後赛                   | 美国联盟第四名             | [ 64 ]  |
| 1935年    | 78  | 75  | 0.510 | 16   | 未进入季後赛                   | 美国联盟第四名             | [ 65 ]  |
| 1936年    | 74  | 80  | 0.481 | 28½  | 未进入季後赛                   | 美国联盟第六名             | [ 65 ]  |
| 1937年    | 80  | 72  | 0.526 | 21   | 未进入季後赛                   | 美国联盟第五名             | [ 66 ]  |
| 1938年    | 88  | 61  | 0.591 | 9½   | 未进入季後赛                   | 美国联盟第二名             | [ 67 ]  |
| 1939年    | 89  | 62  | 0.589 | 17   | 未进入季後赛                   | 美国联盟第二名             | [ 68 ]  |
| 1940年    | 82  | 72  | 0.532 | 8    | 未进入季後赛                   | 美国联盟第四名             | [ 69 ]  |
| 1941年    | 84  | 70  | 0.545 | 17   | 未进入季後赛                   | 美国联盟第二名             | [ 70 ]  |
| 1942年    | 93  | 59  | 0.611 | 9    | 未进入季後赛                   | 美国联盟第二名             | [ 71 ]  |
| 1943年    | 68  | 84  | 0.447 | 29   | 未进入季後赛                   | 美国联盟第七名             | [ 72 ]  |
| 1944年    | 77  | 77  | 0.500 | 12   | 未进入季後赛                   | 美国联盟第四名             | [ 73 ]  |
| 1945年    | 71  | 83  | 0.461 | 17½  | 未进入季後赛                   | 美国联盟第七名             | [ 74 ]  |
| 1946年    | 104 | 50  | 0.675 | —    | 世界大赛负于圣路易斯红雀       | 美国联盟第一名             | [ 75 ]  |
| 1947年    | 83  | 71  | 0.538 | 14   | 未进入季後赛                   | 美国联盟第三名             | [ 76 ]  |
| 1948年    | 96  | 59  | 0.619 | 1    | 未进入季後赛                   | 美国联盟第二名             | [ 77 ]  |
| 1949年    | 96  | 58  | 0.623 | 1    | 未进入季後赛                   | 美国联盟第二名             | [ 78 ]  |
| 1950年    | 94  | 60  | 0.610 | 4    | 未进入季後赛                   | 美国联盟第三名             | [ 79 ]  |
| 1951年    | 87  | 67  | 0.564 | 11   | 未进入季後赛                   | 美国联盟第三名             | [ 80 ]  |
| 1952年    | 76  | 78  | 0.493 | 19   | 未进入季後赛                   | 美国联盟第六名             | [ 81 ]  |
| 1953年    | 84  | 69  | 0.549 | 16   | 未进入季後赛                   | 美国联盟第四名             | [ 82 ]  |
| 1954年    | 69  | 85  | 0.448 | 42   | 未进入季後赛                   | 美国联盟第四名             | [ 83 ]  |
| 1955年    | 84  | 70  | 0.545 | 12   | 未进入季後赛                   | 美国联盟第四名             | [ 84 ]  |
| 1956年    | 84  | 70  | 0.545 | 13   | 未进入季後赛                   | 美国联盟第四名             | [ 85 ]  |
| 1957年    | 82  | 72  | 0.532 | 16   | 未进入季後赛                   | 美国联盟第三名             | [ 79 ]  |
| 1958年    | 79  | 75  | 0.512 | 13   | 未进入季後赛                   | 美国联盟第三名             | [ 86 ]  |
| 1959年    | 75  | 79  | 0.487 | 19   | 未进入季後赛                   | 美国联盟第五名             | [ 87 ]  |
| 1960年    | 65  | 89  | 0.422 | 32   | 未进入季後赛                   | 美国联盟第七名             | [ 88 ]  |
| 1961年    | 76  | 86  | 0.469 | 33   | 未进入季後赛                   | 美国联盟第六名             | [ 89 ]  |
| 1962年    | 76  | 84  | 0.475 | 19   | 未进入季後赛                   | 美国联盟第八名             | [ 90 ]  |
| 1963年    | 76  | 85  | 0.472 | 28   | 未进入季後赛                   | 美国联盟第七名             | [ 91 ]  |
| 1964年    | 72  | 90  | 0.444 | 27   | 未进入季後赛                   | 美国联盟第七名             | [ 92 ]  |
| 1965年    | 62  | 100 | 0.382 | 40   | 未进入季後赛                   | 美国联盟第九名             | [ 93 ]  |
| 1966年    | 72  | 90  | 0.444 | 26   | 未进入季後赛                   | 美国联盟第九名             | [ 94 ]  |
| 1967年    | 92  | 70  | 0.567 | —    | 世界大赛负于圣路易斯红雀       | 美国联盟第一名             | [ 95 ]  |
| 1968年    | 86  | 76  | 0.530 | 17   | 未进入季後赛                   | 美国联盟第三名             | [ 96 ]  |
| 1969年    | 87  | 75  | 0.537 | 22   | 未进入季後赛                   | 美联东区第三名             | [ 97 ]  |
| 1970年    | 87  | 75  | 0.537 | 21   | 未进入季後赛                   | 美联东区第三名             | [ 98 ]  |
| 1971年    | 85  | 77  | 0.524 | 18   | 未进入季後赛                   | 美联东区第三名             | [ 99 ]  |
| 1972年    | 85  | 70  | 0.548 | ½    | 未进入季後赛                   | 美联东区第二名             | [ 100 ] |
| 1973年    | 89  | 73  | 0.549 | 8    | 未进入季後赛                   | 美联东区第二名             | [ 101 ] |
| 1974年    | 84  | 78  | 0.518 | 7    | 未进入季後赛                   | 美联东区第三名             | [ 102 ] |
| 1975年    | 95  | 65  | 0.593 | —    | 世界大赛负于辛辛那提红人       | 美联东区第一名             | [ 103 ] |
| 1976年    | 83  | 79  | 0.512 | 15½  | 未进入季後赛                   | 美联东区第三名             | [ 104 ] |
| 1977年    | 97  | 64  | 0.602 | 2½   | 未进入季後赛                   | 美联东区并列第二名         | [ 105 ] |
| 1978年    | 99  | 64  | 0.607 | 1    | 未进入季後赛                   | 美联东区第二名             | [ 106 ] |
| 1979年    | 91  | 69  | 0.568 | 11½  | 未进入季後赛                   | 美联东区第三名             | [ 107 ] |
| 1980年    | 83  | 77  | 0.518 | 19   | 未进入季後赛                   | 美联东区第五名             | [ 108 ] |
| 1981年[c] | 59  | 49  | 0.535 | 2½   | 未进入季後赛                   | 美联东区第五名             | [ 109 ] |
| 1982年    | 89  | 73  | 0.549 | 6    | 未进入季後赛                   | 美联东区第三名             | [ 110 ] |
| 1983年    | 78  | 84  | 0.481 | 20   | 未进入季後赛                   | 美联东区第六名             | [ 111 ] |
| 1984年    | 86  | 76  | 0.530 | 18   | 未进入季後赛                   | 美联东区第四名             | [ 112 ] |
| 1985年    | 81  | 81  | 0.500 | 18½  | 未进入季後赛                   | 美联东区第六名             | [ 113 ] |
| 1986年    | 95  | 66  | 0.590 | —    | 世界大赛负于纽约大都会         | 美联东区第一名             | [ 114 ] |
| 1987年    | 78  | 84  | 0.481 | 20   | 未进入季後赛                   | 美联东区第五名             | [ 115 ] |
| 1988年    | 89  | 73  | 0.549 | —    | 美联冠军赛负于奥克兰运动家     | 美联东区第一名             | [ 116 ] |
| 1989年    | 83  | 79  | 0.512 | 6    | 未进入季後赛                   | 美联东区第三名             | [ 117 ] |
| 1990年    | 88  | 74  | 0.543 | —    | 美联冠军赛负于奥克兰运动家     | 美联东区第一名             | [ 118 ] |
| 1991年    | 84  | 78  | 0.519 | 7    | 未进入季後赛                   | 美联东区第二名             | [ 119 ] |
| 1992年    | 73  | 89  | 0.450 | 23   | 未进入季後赛                   | 美联东区最后一名           | [ 120 ] |
| 1993年    | 80  | 82  | 0.493 | 15   | 未进入季後赛                   | 美联东区第五名             | [ 121 ] |
| 1994年[d] | 54  | 61  | 0.469 | 17   | 未进入季後赛                   | 美联东区第五名             | [ 122 ] |
| 1995年    | 86  | 58  | 0.597 | —    | 美联分区赛负于克里夫兰印地安人 | 美联东区第一名             | [ 123 ] |
| 1996年    | 85  | 77  | 0.524 | 7    | 未进入季後赛                   | 美联东区第三名             | [ 124 ] |
| 1997年    | 78  | 84  | 0.481 | 20   | 未进入季後赛                   | 美联东区第四名             | [ 125 ] |
| 1998年    | 92  | 70  | 0.567 | 22   | 美联分区赛负于克里夫兰印地安人 | 美联东区第二名（外卡）     | [ 126 ] |
| 1999年    | 94  | 68  | 0.580 | 4    | 美联冠军赛负于纽约洋基         | 美联东区第二名（外卡）     | [ 127 ] |
| 2000年    | 85  | 77  | 0.524 | 2½   | 未进入季後赛                   | 美联东区第二名             | [ 128 ] |
| 2001年    | 82  | 79  | 0.509 | 23½  | 未进入季後赛                   | 美联东区第二名             | [ 129 ] |
| 2002年    | 93  | 69  | 0.574 | 10½  | 未进入季後赛                   | 美联东区第二名             | [ 130 ] |
| 2003年    | 95  | 67  | 0.586 | 6    | 美联冠军赛负于纽约洋基         | 美联东区第二名（外卡）     | [ 131 ] |
| 2004年    | 98  | 64  | 0.605 | 3    | 世界大赛冠军                   | 美联东区第二名（外卡）     | [ 132 ] |
| 2005年    | 95  | 67  | 0.586 | —[e] | 美联分区赛负于芝加哥白袜       | 美联东区第二名（外卡）     | [ 133 ] |
| 2006年    | 86  | 76  | 0.530 | 11   | 未进入季後赛                   | 美联东区第三名             | [ 134 ] |
| 2007年    | 96  | 66  | 0.592 | —    | 世界大赛冠军                   | 美联东区第一名             | [ 135 ] |
| 2008年    | 95  | 67  | 0.586 | 2    | 美联冠军赛负于坦帕湾光芒       | 美联东区第二名（外卡）     | [ 136 ] |
| 2009年    | 95  | 67  | 0.586 | 8    | 美联分区赛负于洛杉矶安那罕天使 | 美联东区第二名（外卡）     | [ 137 ] |
| 2010年    | 89  | 73  | 0.549 | 7    | 未进入季後赛                   | 美联东区第三名             | [ 138 ] |
| 2011年    | 90  | 72  | 0.556 | 7    | 未进入季後赛                   | 美联东区第三名             | [ 139 ] |
| 2012年    | 69  | 93  | 0.426 | 26   | 未进入季後赛                   | 美联东区第五名             | [ 140 ] |
| 2013年    | 97  | 65  | 0.599 | —    | 世界大赛冠军                   | 美联东区第一名             | [ 141 ] |
| 2014年    | 71  | 91  | 0.438 | 25   | 未进入季後赛                   | 美联东区第五名             | [ 142 ] |
| 2015年    | 78  | 84  | 0.481 | 15   | 未进入季後赛                   | 美联东区第五名             | [ 143 ] |
| 2016年    | 93  | 69  | 0.574 | —    | 美聯分區賽负于克里夫蘭印地安人 | 美联东区第一名             | [ 144 ] |
| 2017年    | 93  | 69  | 0.574 | —    | 美聯分區賽负于休士頓太空人     | 美联东区第一名             | [ 145 ] |
| 2018年    | 108 | 54  | 0.667 | —    | 世界大赛冠军                   | 美联东区第一名             | [ 146 ] |
| 2019年    | 84  | 78  | 0.519 | 19   | 未进入季後赛                   | 美联东区第三名             | [ 147 ] |
| 2020年    | 24  | 36  | 0.400 | 16   | 未进入季後赛                   | 美联东区第五名             | [ 148 ] |
| 2021年    | 92  | 70  | 0.568 | 8    | 美聯冠軍赛负于休士頓太空人     | 美联东区並列第二名（外卡） | [ 149 ] |
| 2022年    | 78  | 84  | 0.481 | 21   | 未进入季後赛                   | 美联东区第五名             | [ 150 ] |
| 2023年    | 78  | 84  | 0.481 | 11   | 未进入季後赛                   | 美联东区第五名             | [ 151 ] |
| 2024年    | 81  | 81  | 0.500 | 13   | 未进入季後赛                   | 美联东区第三名             | [ 152 ] |
| 资料：    |     |     |       |      |                                |                            |         |

## 競爭對手
- 紐約洋基(基襪大戰)（百年世仇）
- 坦帕灣光芒
- 休士頓太空人
- 多倫多藍鳥
- 亞特蘭大勇士
- 巴爾的摩金鶯

## 队服的设计及样式
主场队服主色调是白色，红色线条环绕颈部一周并沿着前排纽扣向下，在胸前印着红色字母“RED SOX”，字母的外轮廓则是蓝色的。这个样式的球衣自从1979年就开始使用，1933年到1972年期间也是使用这款球衣。备用主场球衣则是红色为主色调，蓝色线条环绕颈部和袖口一周并沿前排纽扣向下。胸口的字母“RED SOX”变成了蓝色，外轮廓为白色。
客场队服则是灰色为主，胸前的字母变成了蓝色的“BOSTON”。备用客场队服是以蓝色为主色调，胸前的字母则是红底白边。2008年12月11日，红袜队推出了新款的客场队服，最大的不同是在袖子绣上了“Hanging Sox”的新队徽。
春训期间遇上圣帕特里克节，红袜有一套专门准备的球衣——亮绿色的主色调以及白色的字母“RED SOX”镶在胸前，左手袖口边还印着一双红袜，和球队的队徽相同。另外还有一款绿色的球衣，在2007年4月20日常规赛时使用，是为了哀悼波士顿凯尔特人队前教练、总经理、主席Red Auerbach在赛季开始前不幸去世。还有一款相似的绿色球服在2008年6月20日使用，是为了庆祝凯尔特人在NBA总决赛中击败洛杉矶湖人。
从1936年到2002年（除了1974年）期间，红袜队都是穿一款三色球袜。2003年开始，球队改成了全红的球袜。

## 春训主场
- 1901年 弗吉尼亚州夏洛茨威尔
- 1902年 佐治亚州奥古斯塔
- 1903年－1906年 佐治亚州梅肯
- 1907年－1908年 阿肯色州小石城
- 1909年－1910年 阿肯色州温泉县
- 1911年 加利福尼亚州雷东多比奇
- 1912年－1918年 阿肯色州温泉县
- 1919年 佛罗里达州坦帕
- 1920年－1923年 阿肯色州温泉县
- 1924年 得克萨斯州圣安东尼奥

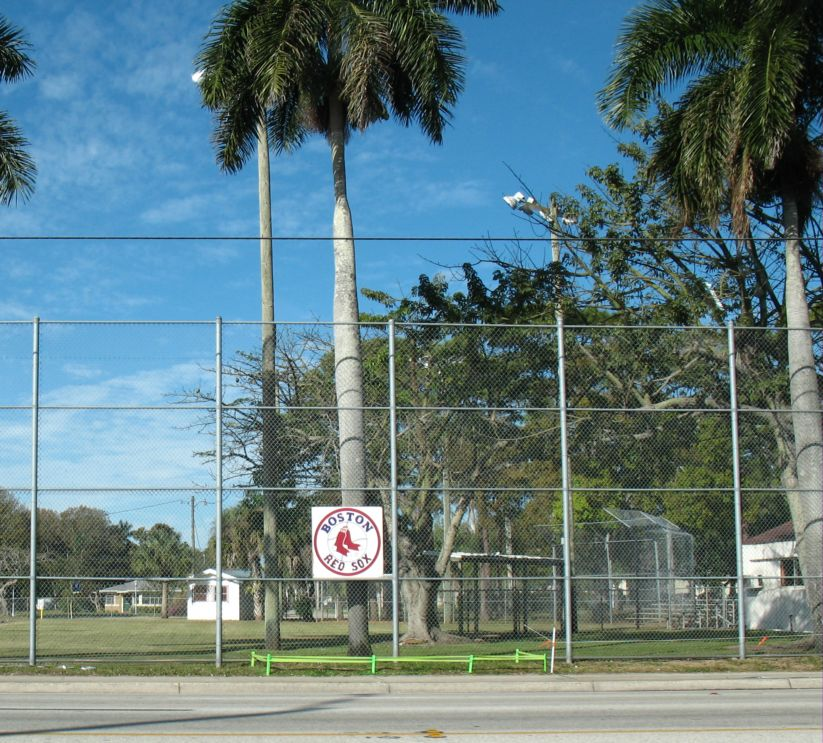
棕榈园城市球场外红袜队的队徽标志

- 1925年－1927年 路易斯安那州新奥尔良
- 1928年－1929年 佛罗里达州布雷登顿
- 1930年－1931年 佛罗里达州彭萨科拉
- 1932年 佐治亚州薩凡納
- 1933年－1942年 佛罗里达州萨拉索塔
- 1943年 马萨诸塞州梅德福德
- 1944年 马里兰州巴尔的摩
- 1945年 新泽西州Pleasantville
- 1946年－1958年 佛罗里达州萨拉索塔
- 1959年－1965年 亚利桑纳州斯科茨代尔
- 1966年－1992年 佛罗里达州Winter Haven
- 1993年至今 佛罗里达州迈尔斯堡

### 棕榈园城市球场
红袜队的前左外野手迈克·格林威尔（Mike Greenwell）是佛罗里达州迈尔斯堡人，他推荐球队把春训主场搬到他的故乡。棕榈园城市球场于1992年完工，可容纳8000名观众。这座球场4月到6月期间也是红袜队新人联盟球队——湾岸红袜队的主场。
这座球场最值得记忆的一场比赛发生在2004年3月7日。这是2003年美联冠军赛纽约洋基的艾伦·布恩击出淘汰红袜队的再见本垒打之后两队的第一次交锋。这场比赛中洋基新的三垒手阿莱克斯·罗德里格斯取代了布恩的位置，他遭到了全场7304名球迷疯狂的嘘声。

### 2012年将搬到新的春训球场
先前红袜队和迈尔斯堡的春训球场合同签到了2019年。但红袜希望能够跳出合同，使球队可以在2009年春训后离开这里。2008年4月25日，首席运营官迈克·迪和萨拉索塔的官员进行商谈，希望红袜队能把春训球场移到萨拉索塔的艾德·史密斯球场，这座球场目前是辛辛那提红人队的春训主场，但他们很快就要搬去亚利桑纳州的Goodyear。
但在2008年10月28日，李县委员会以3票赞成1票反对通过了一项协议，政府将和红袜队一起在李县南部建一座新的春训球场。迪参与了这次投票，并把这项协议带回给了球队高层。2008年11月1日，红袜正式和李县签约，这也就意味着红袜将把春训基地留在迈尔斯堡至少30年。新球场将于2012年落成。

### jetBlue Park
設計成一個小型的Fenway公園，2012年春季開始使用。
2011年3月29日，他被命名為捷藍航空球場。捷藍航空自2004年以來一直保持在波士頓的洛根國際機場的主要業務。
延續芬威球場的許多特性，包括一台37英尺（11米）的綠色怪物在左外野牆，頂部及後面的牆上設有座位。包括20世紀70年代開始在Fenway牆上安置近30年的手動記分牌。在捷藍航空球場的實地尺寸將在Fenway相同。

## 退役号码
| 鲍比 多尔 球员：1937－51 教练：1967－69 1988年退役 | 乔 克罗宁 球员：1935－45 主教练：1935－47 总经理：1947－59 1984年退役 | 约翰尼 佩斯基 球员：1942－52 主教练： 1963－64，1980 教练：1975－84 2008年退役 | 卡尔 雅泽姆斯基 球员： 1961－83 1989年退役 | 泰德 威廉姆斯 球员：1939－60 1984年退役 | 吉姆 赖斯 球员：1974－89 2009年退役 | 韋德 博格斯 球员：1982－92 2015年退役 | 卡尔顿 费斯克 球员：1969－80 2000年退役 | 大衛 歐提茲 球员：2002－2016 2017年退役 | 杰基 罗宾逊 全大联盟 退役 1997年退役 | 佩卓 馬丁尼 球员：1998－04 2015年退役 |

波士顿红袜对球衣号码退役有两个基本要求：
- 入选棒球名人堂
- 至少在红袜队效力10年以上[158]

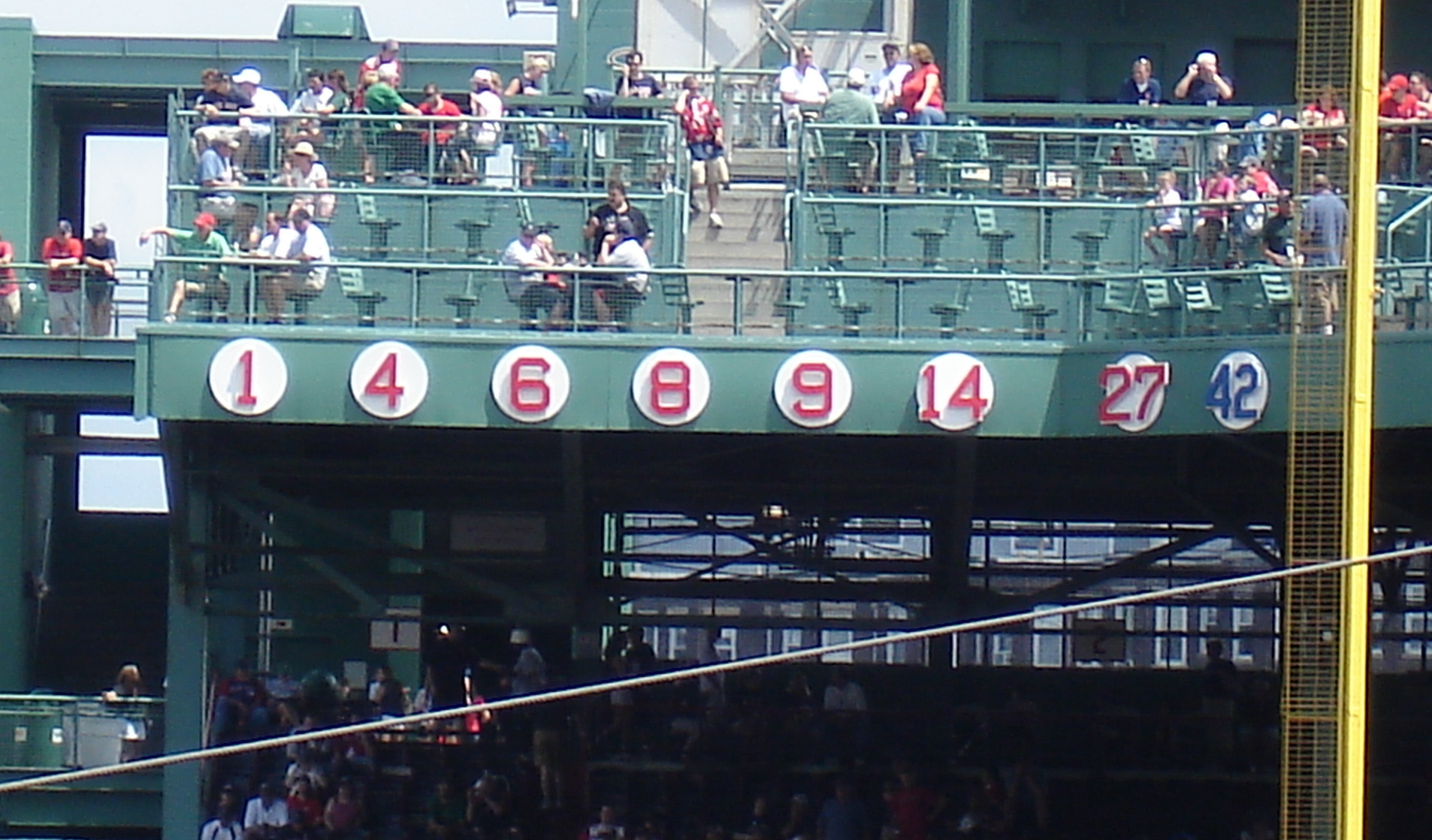
位于芬威球场右外野的退役号码

唯一的例外是2008年9月28日退役的约翰尼·佩斯基身穿的6号球衣。佩斯基没有入选名人堂，也没有在红袜队效力10年，但红袜队的领导层认为曾担任总教练、球探、特别指导的佩斯基“无论是在球场上、球场外、还是在休息区对球队的贡献完全值得这项荣誉”。
原本对球衣号码退役还有一个要求是“必须在红袜队结束职业生涯”，但在卡尔顿·费斯克入选名人堂之后做了重新的考虑。费斯克事实上是在芝加哥白袜退役的，当时的总经理丹·杜奎特（Dan Duquette）临时聘他为一日特别助理，使得费斯克技术性地在红袜队结束职业生涯。在这之后，球队取消了这条规定。
在1990年代末期以前，悬挂在右外野的退役球衣号码排列顺序为“9－4－1－8”，代表的含义是纪念1918年世界大赛第一场比赛的日期（9/4/18），这是在2004年红袜重夺世界大赛冠军之前最后一次拿到世界大赛冠军的年份。在重新粉刷过后，球衣号码改为了按号码大小的排列顺序。

## 附属小联盟球队
- AAA：伍斯特紅襪 (Worcester Red Sox), 国际联盟 (International League)
- AA：波特兰海狗 (Portland Sea Dogs), 东方联盟 (Eastern League)
- 高级A： 格林威爾驅動 (Greenville Drive),  南大西洋联盟(South Atlantic League)
- A：塞勒姆红袜(Salem Red Sox), 卡罗莱纳联盟 (Carolina League)
- 新秀：佛羅里達紅襪 (FCL Red Sox), 湾岸联盟 (Gulf Coast League)
- 新秀：VSL红袜 (VSL Red Sox), 委內瑞拉夏季聯盟Venezuelan Summer League

## 附注
1. ↑  .   [2009-09-02]. （原始内容存档于2018-10-13）.
2. ↑  MLB文档. . espn. 2008-11-01  [2008-11-02]. （原始内容存档于2008-05-17）.
3. ↑  MLB文档. . espn. 2008-11-01  [2008-11-02]. （原始内容存档于2016-01-19）.
4. ↑  . ESPN BOSTON. 2013-04-11  [2013-04-19]. （原始内容存档于2014-11-29）.
5. ↑  Bill Nowlin. . 华盛顿邮报.   [2008-11-02]. （原始内容存档于2008-05-11）.
6. ↑  .   [2010-07-17]. （原始内容存档于2009-04-16）.
7. ↑  .   [2008-11-02]. （原始内容存档于2016-05-16）.
8. ↑  .   [2008-11-02]. （原始内容存档于2008-06-26）.
9. ↑  Baseball-Reference.com. .   [2008-02-17]. （原始内容存档于2009-02-10）.
10. ↑  Baseball-Reference.com. .   [2008-02-17]. （原始内容存档于2009-02-22）.
11. ↑  . BaseballLibrary.com.   [2008-11-03]. （原始内容存档于2013-07-28）.
12. ↑  . BaseballLibrary.com.   [2008-11-03]. （原始内容存档于2013-11-02）.
13. ↑  2005年6月10日纽约时报
14. ↑  2005年6月10日今日美国
15. ↑  .   [2008-11-03]. （原始内容存档于2011-07-24）.
16. ↑  Montville, Leigh. The Big Bam: The Life and Times of Babe Ruth Random House (2006), 161-64页
17. ↑  Stout, Glenn. . ESPN. 2004-10-03  [2007-02-07]. （原始内容存档于2016-01-03）.
18. ↑  .   [2008-11-03]. （原始内容存档于2006-06-23）.
19. ↑  . BaseballLibrary.com.   [2008-11-03]. （原始内容存档于2007-04-06）.
20. ↑  .   [2008-11-03]. （原始内容存档于2015-09-24）.
21. ↑  Baseball-Reference.com. .   [2008-02-17]. （原始内容存档于2009-02-28）.
22. ↑  .   [2008-11-03]. （原始内容存档于2020-06-28）.
23. 1 2  . Baseball-Reference.com.   [2008-11-03]. （原始内容存档于2012-09-04）.
24. ↑  Baseball-Reference.com. .   [2008-02-17]. （原始内容存档于2007-07-03）.
25. ↑  .   [2008-11-04]. （原始内容存档于2008-10-12）.
26. ↑  .   [2008-11-04]. （原始内容存档于2009-02-28）.
27. ↑  . MLB.com. 2008-09-07  [2008-11-05]. （原始内容存档于2014-04-16）.
28. ↑  . Boston.com. 2008-08-01  [2008-11-05]. （原始内容存档于2016-03-05）.
29. ↑  美联社. . ESPN. 2008-10-16  [2008-10-17]. （原始内容存档于2015-09-05）.
30. ↑  . 纽约时报.   [2008-10-17]. （原始内容存档于2021-04-08）.
31. ↑  紅襪新教頭出爐 太空人板凳教練柯拉當選 （页面存档备份，存于），聯合新聞網，2017-10-22
32. ↑  . baseball-reference.com.   [2008-05-29]. （原始内容存档于2013-07-04）.
33. 1 2  . baseball-reference.com.   [2008-05-29]. （原始内容存档于2013-07-04）.
34. ↑  . baseball-reference.com.   [2008-05-29]. （原始内容存档于2013-07-04）.
35. ↑  . baseball-reference.com.   [2008-05-29]. （原始内容存档于2013-07-04）.
36. ↑  . baseball-reference.com.   [2008-05-29]. （原始内容存档于2013-07-04）.
37. ↑  . baseball-reference.com.   [2008-05-29]. （原始内容存档于2013-07-04）.
38. ↑  . baseball-reference.com.   [2008-05-29]. （原始内容存档于2021-04-08）.
39. ↑  . baseball-reference.com.   [2008-05-29]. （原始内容存档于2021-04-08）.
40. ↑  . baseball-reference.com.   [2008-05-29]. （原始内容存档于2021-04-08）.
41. ↑  . baseball-reference.com.   [2008-05-29]. （原始内容存档于2021-04-08）.
42. ↑  . baseball-reference.com.   [2008-05-29]. （原始内容存档于2021-04-08）.
43. ↑  . baseball-reference.com.   [2008-05-29]. （原始内容存档于2021-04-08）.
44. ↑  . baseball-reference.com.   [2008-05-29]. （原始内容存档于2021-04-08）.
45. ↑  . baseball-reference.com.   [2008-05-29]. （原始内容存档于2021-04-08）.
46. ↑  . baseball-reference.com.   [2008-05-29]. （原始内容存档于2009-02-15）.
47. ↑  . baseball-reference.com.   [2008-05-29]. （原始内容存档于2021-04-08）.
48. ↑  . baseball-reference.com.   [2008-05-29]. （原始内容存档于2021-04-08）.
49. ↑  . baseball-reference.com.   [2008-05-29]. （原始内容存档于2009-02-10）.
50. ↑  . baseball-reference.com.   [2008-05-29]. （原始内容存档于2021-04-15）.
51. ↑  . baseball-reference.com.   [2008-05-29]. （原始内容存档于2021-04-08）.
52. ↑  . baseball-reference.com.   [2008-05-29]. （原始内容存档于2021-04-08）.
53. ↑  . baseball-reference.com.   [2008-05-29]. （原始内容存档于2021-04-14）.
54. ↑  . baseball-reference.com.   [2008-05-29]. （原始内容存档于2021-04-08）.
55. ↑  . baseball-reference.com.   [2008-05-29]. （原始内容存档于2021-04-08）.
56. ↑  . baseball-reference.com.   [2008-05-29]. （原始内容存档于2021-04-08）.
57. ↑  . baseball-reference.com.   [2008-05-29]. （原始内容存档于2021-04-08）.
58. ↑  . baseball-reference.com.   [2008-05-29]. （原始内容存档于2021-04-08）.
59. ↑  . baseball-reference.com.   [2008-05-29]. （原始内容存档于2021-04-08）.
60. ↑  . baseball-reference.com.   [2008-05-29]. （原始内容存档于2021-04-08）.
61. ↑  . baseball-reference.com.   [2008-05-29]. （原始内容存档于2021-04-15）.
62. ↑  . baseball-reference.com.   [2008-05-29]. （原始内容存档于2021-04-08）.
63. ↑  . baseball-reference.com.   [2008-05-29]. （原始内容存档于2021-04-08）.
64. ↑  . baseball-reference.com.   [2008-05-29]. （原始内容存档于2021-04-08）.
65. 1 2  . baseball-reference.com.   [2008-05-29]. （原始内容存档于2021-04-08）.
66. ↑  . baseball-reference.com.   [2008-05-29]. （原始内容存档于2021-04-08）.
67. ↑  . baseball-reference.com.   [2008-05-29]. （原始内容存档于2021-04-08）.
68. ↑  . baseball-reference.com.   [2008-05-29]. （原始内容存档于2021-04-08）.
69. ↑  . baseball-reference.com.   [2008-05-29]. （原始内容存档于2021-04-08）.
70. ↑  . baseball-reference.com.   [2008-05-29]. （原始内容存档于2021-04-08）.
71. ↑  . baseball-reference.com.   [2008-05-29]. （原始内容存档于2021-04-08）.
72. ↑  . baseball-reference.com.   [2008-05-29]. （原始内容存档于2021-04-15）.
73. ↑  . baseball-reference.com.   [2008-05-29]. （原始内容存档于2021-04-08）.
74. ↑  . baseball-reference.com.   [2008-05-29]. （原始内容存档于2021-04-08）.
75. ↑  . baseball-reference.com.   [2008-05-29]. （原始内容存档于2021-04-11）.
76. ↑  . baseball-reference.com.   [2008-05-29]. （原始内容存档于2021-04-15）.
77. ↑  . baseball-reference.com.   [2008-05-29]. （原始内容存档于2021-04-08）.
78. ↑  . baseball-reference.com.   [2008-05-29]. （原始内容存档于2021-04-08）.
79. 1 2  . baseball-reference.com.   [2008-05-29]. （原始内容存档于2021-04-08）.
80. ↑  . baseball-reference.com.   [2008-05-29]. （原始内容存档于2021-04-08）.
81. ↑  . baseball-reference.com.   [2008-05-29]. （原始内容存档于2021-04-08）.
82. ↑  . baseball-reference.com.   [2008-05-29]. （原始内容存档于2021-04-08）.
83. ↑  . baseball-reference.com.   [2008-05-29]. （原始内容存档于2021-04-08）.
84. ↑  . baseball-reference.com.   [2008-05-29]. （原始内容存档于2021-04-08）.
85. ↑  . baseball-reference.com.   [2008-05-29]. （原始内容存档于2021-04-08）.
86. ↑  . baseball-reference.com.   [2008-05-29]. （原始内容存档于2021-04-08）.
87. ↑  . baseball-reference.com.   [2008-05-29]. （原始内容存档于2021-04-08）.
88. ↑  . baseball-reference.com.   [2008-05-29]. （原始内容存档于2021-04-08）.
89. ↑  . baseball-reference.com.   [2008-05-29]. （原始内容存档于2021-04-14）.
90. ↑  . baseball-reference.com.   [2008-05-29]. （原始内容存档于2021-04-18）.
91. ↑  . baseball-reference.com.   [2008-05-29]. （原始内容存档于2021-04-08）.
92. ↑  . baseball-reference.com.   [2008-05-29]. （原始内容存档于2021-04-08）.
93. ↑  . baseball-reference.com.   [2008-05-29]. （原始内容存档于2021-04-08）.
94. ↑  . baseball-reference.com.   [2008-05-29]. （原始内容存档于2021-04-08）.
95. ↑  . baseball-reference.com.   [2008-05-29]. （原始内容存档于2021-04-08）.
96. ↑  . baseball-reference.com.   [2008-05-29]. （原始内容存档于2021-04-08）.
97. ↑  . baseball-reference.com.   [2008-05-29]. （原始内容存档于2021-04-14）.
98. ↑  . baseball-reference.com.   [2008-05-29]. （原始内容存档于2021-04-16）.
99. ↑  . baseball-reference.com.   [2008-05-29]. （原始内容存档于2021-04-08）.
100. ↑  . baseball-reference.com.   [2008-05-29]. （原始内容存档于2021-04-15）.
101. ↑  . baseball-reference.com.   [2008-05-29]. （原始内容存档于2021-04-08）.
102. ↑  . baseball-reference.com.   [2008-05-29]. （原始内容存档于2021-04-15）.
103. ↑  . baseball-reference.com.   [2008-05-29]. （原始内容存档于2021-04-08）.
104. ↑  . baseball-reference.com.   [2008-05-29]. （原始内容存档于2021-04-08）.
105. ↑  . baseball-reference.com.   [2008-05-29]. （原始内容存档于2021-04-18）.
106. ↑  . baseball-reference.com.   [2008-05-29]. （原始内容存档于2021-04-08）.
107. ↑  . baseball-reference.com.   [2008-05-29]. （原始内容存档于2021-04-08）.
108. ↑  . baseball-reference.com.   [2008-05-29]. （原始内容存档于2021-04-08）.
109. ↑  . baseball-reference.com.   [2008-05-29]. （原始内容存档于2021-04-08）.
110. ↑  . baseball-reference.com.   [2008-05-29]. （原始内容存档于2021-04-08）.
111. ↑  . baseball-reference.com.   [2008-05-29]. （原始内容存档于2021-04-08）.
112. ↑  . baseball-reference.com.   [2008-05-29]. （原始内容存档于2021-04-08）.
113. ↑  . baseball-reference.com.   [2008-05-29]. （原始内容存档于2021-04-08）.
114. ↑  . baseball-reference.com.   [2008-05-29]. （原始内容存档于2021-04-08）.
115. ↑  . baseball-reference.com.   [2008-05-29]. （原始内容存档于2021-03-21）.
116. ↑  . baseball-reference.com.   [2008-05-29]. （原始内容存档于2021-04-08）.
117. ↑  . baseball-reference.com.   [2008-05-29]. （原始内容存档于2021-04-13）.
118. ↑  . baseball-reference.com.   [2008-05-29]. （原始内容存档于2021-04-14）.
119. ↑  . baseball-reference.com.   [2008-05-29]. （原始内容存档于2021-04-08）.
120. ↑  . baseball-reference.com.   [2008-05-29]. （原始内容存档于2021-04-16）.
121. ↑  . baseball-reference.com.   [2008-05-29]. （原始内容存档于2021-04-15）.
122. ↑  . baseball-reference.com.   [2008-05-29]. （原始内容存档于2021-04-08）.
123. ↑  . baseball-reference.com.   [2008-05-29]. （原始内容存档于2021-04-08）.
124. ↑  . baseball-reference.com.   [2008-05-29]. （原始内容存档于2021-04-19）.
125. ↑  . baseball-reference.com.   [2008-05-29]. （原始内容存档于2021-04-08）.
126. ↑  . baseball-reference.com.   [2008-05-29]. （原始内容存档于2021-04-15）.
127. ↑  . baseball-reference.com.   [2008-05-29]. （原始内容存档于2021-04-08）.
128. ↑  . baseball-reference.com.   [2008-05-29]. （原始内容存档于2021-04-08）.
129. ↑  . baseball-reference.com.   [2008-05-29]. （原始内容存档于2021-04-19）.
130. ↑  . baseball-reference.com.   [2008-05-29]. （原始内容存档于2021-04-14）.
131. ↑  . baseball-reference.com.   [2008-05-29]. （原始内容存档于2021-04-15）.
132. ↑  . baseball-reference.com.   [2008-05-29]. （原始内容存档于2007-06-09）.
133. ↑  . baseball-reference.com.   [2008-05-29]. （原始内容存档于2021-04-15）.
134. ↑  . baseball-reference.com.   [2008-05-29]. （原始内容存档于2021-04-14）.
135. ↑  . baseball-reference.com.   [2008-05-29]. （原始内容存档于2021-04-08）.
136. ↑  . baseball-reference.com.   [2008-05-29]. （原始内容存档于2021-04-19）.
137. ↑  . baseball-reference.com.   [2009-11-17]. （原始内容存档于2021-04-19）.
138. ↑  . baseball-reference.com.   [2010-10-08]. （原始内容存档于2021-04-19）.
139. ↑  . baseball-reference.com.   [2011-09-28]. （原始内容存档于2021-04-19）.
140. ↑  . baseball-reference.com.   [2012-10-04]. （原始内容存档于2021-04-15）.
141. ↑  . baseball-reference.com.   [2012-10-04]. （原始内容存档于2021-04-18）.
142. ↑  . baseball-reference.com.   [2014-09-28]. （原始内容存档于2021-04-19）.
143. ↑  . baseball-reference.com.   [2015-10-04]. （原始内容存档于2021-04-19）.
144. ↑  . baseball-reference.com.   [2016-10-02]. （原始内容存档于2021-04-18）.
145. ↑  . baseball-reference.com.   [2017-10-01]. （原始内容存档于2021-04-19）.
146. ↑  . baseball-reference.com.   [2018-09-30]. （原始内容存档于2021-04-19）.
147. ↑  . baseball-reference.com.   [2019-10-04]. （原始内容存档于2021-04-19）.
148. ↑  . baseball-reference.com.   [2020-09-27]. （原始内容存档于2021-04-08）.
149. ↑  . baseball-reference.com.   [2021-10-03]. （原始内容存档于2022-01-05）.
150. ↑  . baseball-reference.com.   [2022-10-05]. （原始内容存档于2021-04-08）.
151. ↑  . baseball-reference.com.   [2023-10-01]. （原始内容存档于2022-04-08）.
152. ↑  . baseball-reference.com.   [2024-09-29]. （原始内容存档于2022-04-08）.
153. ↑  . Redsoxbaseball.com.   [2008-04-13]. （原始内容存档于2021-04-18）.
154. ↑  Ian Browne. . MLB.com. 2008-12-11  [2008-12-15]. （原始内容存档于2008-12-16）.
155. ↑  .   [2008-07-14]. （原始内容存档于2012-09-06）.
156. ↑  .   [2008-10-29]. （原始内容存档于2012-09-06）.
157. ↑  .   [2009-05-01]. （原始内容存档于2012-09-05）.
158. ↑  .   [2009-09-06]. （原始内容存档于2006-12-30）.
159. ↑  Buckley, Steve. . 波士顿先驱报. 2008-09-29  [2022-01-07]. （原始内容存档于2012-09-12）.
160. ↑  Vega, Michael. . 波士顿环球报. 2008-09-24.
161. ↑  Grossman, Leigh. . Swordsmith Books. 2001: 208. ISBN 1931013039.

## 外部連結
- 波士頓紅襪官方網站 （页面存档备份，存于）（英文）
- 波士頓紅襪的Facebook專頁
- 波士頓紅襪的Instagram帳戶
- 波士頓紅襪的X（前Twitter）
- YouTube上的波士頓紅襪頻道

| 獎項 | 獎項                                                                         | 獎項                                                                                           |
| --- | ---------------------------------------------------------------------------- | ---------------------------------------------------------------------------------------------- |
| 前任： 二十世紀後首次 费城运动家 波士顿勇士 芝加哥白袜 佛罗里达马林鱼 圣路易红雀 舊金山巨人 休士頓太空人 | 世界大赛冠军 1903年 1912年 1915年、1916年 1918年 2004年 2007年 2013年 2018年 | 繼任： 纽约巨人 费城运动家 芝加哥白袜 辛辛那提红人 芝加哥白袜 费城费城人 舊金山巨人 華盛頓國民 |